# فهرست آثار ملی استان اصفهان

شهرستان‌های استان اصفهان

استان اصفهان از استان‌های مرکزی ایران است که مرکز آن، شهر اصفهان می‌باشد. استان اصفهان ششمین استان پهناور، سومین استان پرجمعیت ایران و رتبه اول شهرنشینی کشور را دارد.
از ۱۵ شهرستان این استان روی هم رفته ۱۰۱۶ اثر ثبت ملی شده است که ۶۲۰ اثر آن مربوط به شهرستان اصفهان است.

## آثار ثبت‌شده

### شهرستان آران و بیدگل
| ردیف | نام اثر                             | نگاره | دیرینگی                     | موقعیت | شمارهٔ ثبت | تاریخ ثبت  | منبع  |
| ---- | ----------------------------------- | ----- | --------------------------- | --- | --------- | ---------- | ----- |
| ۱    | مسجد نقشینه بیدگل                   |       | تیموریان - صفویه - قاجاریه  | بخش مرکزی۳۴°۳′۲۲٫۴″ شمالی ۵۱°۲۹′۱۷٫۹″ شرقی / ۳۴٫۰۵۶۲۲۲°شمالی ۵۱٫۴۸۸۳۰۶°شرقی                                             | ۲۰۹۱      | ۱۳۷۷/۰۵/۲۷ | [ ۲ ] |
| ۲    | امامزاده هلال بن علی                |       | صفویه                       | بخش مرکزی آاران | ۲۰۹۴      | ۱۳۷۷/۰۵/۲۷ | [ ۳ ] |
| ۳    | خانه مرحوم آیت الله ملا آقاحسین     |       | قاجاریه                     | بخش مرکزی محله دربند | ۲۱۱۳      | ۱۳۷۷/۰۶/۱۸ |       |
| ۴    | مجموعه تاریخی قاضی آران             |       | سلجوقیان                    | ۱۰ کیلومتری شمال شرق کاشان،                                                                                             | ۲۲۲۵      | ۱۳۷۷/۱۲/۰۳ |       |
| ۵    | کاروان‌سرای شاه عباسی ابوزیدآباد     |       | صفویه                       | ۳۰ کیلومتری شرق شهرستان                                                                                                 | ۲۳۷۱      | ۱۳۷۸/۰۵/۲۳ |       |
| ۶    | مسجد جامع روستای محمدآباد کویر      |       |                             | روستای شهر آباد کویر | ۳۶۲۲      | ۱۳۷۹/۱۲/۲۵ |       |
| ۷    | آب‌انبار مرکزی نوش‌آباد               |       | قاجاریه                     | شهرستان آران وبید گل، نوش آباد، محله توی ده                                                                             | ۳۶۲۴      | ۱۳۷۹/۱۲/۲۵ |       |
| ۸    | آستانه امامزاده‌هادی بیدگل           |       | اسلامی - قاجاریه            | شهر آران بید گل، بعد از میدان امام خمینی بید گل                                                                         | ۳۶۲۵      | ۱۳۷۹/۱۲/۲۵ |       |
| ۹    | مسجد بازار                          |       | سلجوقیان                    | شهرستان آران بید گل، مرکز بافت قدیمی شهر، محله بازار آران                                                               | ۴۱۸۶      | ۱۳۸۰/۰۷/۱۰ |       |
| ۱۰   | مسجد شیخ عبدالصمد                   |       | ایلخانیان                   | شهرستان آران و بیدگل، بخش شمالی بافت قدیم، محله خانقاه                                                                  | ۴۱۸۷      | ۱۳۸۰/۰۷/۱۰ |       |
| ۱۱   | قلعه خشتی نوش‌آباد                   |       | سلجوقیان - تیموریان - صفویه | ۳ کیلومتری غرب شهرستان آران و بیدگل، شهرک نوش آباد                                                                      | ۶۱۴۵      | ۱۳۸۱/۰۷/۰۷ |       |
| ۱۲   | محوطه تاریخی دشت مختارآباد          |       | اسلامی                      | شهرستان آران و بیدگل، چهار کیلومتری جنوب شرقی شهرک صنعتی بیدگل                                                          | ۶۵۴۰      | ۱۳۸۱/۰۷/۰۷ |       |
| ۱۳   | مسجد بابا حاجی                      |       | صفویه - زندیه               | شمال غربی بافت قدیم شهر آران و بیدگل                                                                                    | ۶۵۴۱      | ۱۳۸۱/۰۷/۰۷ |       |
| ۱۴   | بقعه فیض‌آباد کویر                   |       | قاجاریه - پهلوی اول         | ۸ کیلومتری شمال شهرنوش آباد، ۱۵ کیلومتری شمال شرقی شهرستان آران و بید گل، دهستان کویر                                   | ۷۶۷۰      | ۱۳۸۱/۱۲/۱۷ |       |
| ۱۵   | امامزاده علی اکبر                   |       | صفویه - قاجاریه             | شهرستان آران و بید گل، محله سلمقان                                                                                      | ۷۶۷۱      | ۱۳۸۱/۱۲/۱۷ |       |
| ۱۶   | مسجد ملاعلی آران                    |       | قاجاریه                     | آران و بیدگل، خیابان محمد هلال، محله سرمحله، کوچه جنب مسجد قاضی                                                         | ۹۰۱۳      | ۱۳۸۲/۰۳/۱۰ |       |
| ۱۷   | بقعه هفت امامزاده بیدگل             |       | قاجاریه                     | آران و بیدگل، محله سلمقان، نبش خیابان ۱۴ متری                                                                           | ۹۰۱۴      | ۱۳۸۲/۰۳/۱۰ |       |
| ۱۸   | زیارتگاه شاهزاده محمد نوش‌آباد       |       | ایلخانیان - قاجاریه         | شهرستان آران و بیدگل، شهرنوش آباد، کوچه جنب پارک                                                                        | ۹۰۱۵      | ۱۳۸۲/۰۳/۱۰ |       |
| ۱۹   | مسجد علی بیدگل                      |       | ایلخانیان - قاجاریه         | آران و بیدگل، محله درب ریگ، جنب حسینیه درب ریگ                                                                          | ۹۰۱۶      | ۱۳۸۲/۰۳/۱۰ |       |
| ۲۰   | مسجد و آب‌انبار مدرسه بیدگل          |       | اواخر مغول - ایلخانیان      | شهر آران و بیدگل، محله سلمقان بیدگل، جنب محور تازه احداث ۱۶ متری محله                                                   | ۹۰۱۷      | ۱۳۸۲/۰۳/۱۰ |       |
| ۲۱   | پل ساق‌آباد                          |       | قاجاریه                     | شهرستان آران و بیدگل، یک کیلومتری شمال شرق نوش آباد                                                                     | ۹۰۱۸      | ۱۳۸۲/۰۳/۱۰ |       |
| ۲۲   | آب‌انبار چاله سی نوش‌آباد             |       | قاجاریه                     | شهرستان آران و بیدگل، شهرنوش آباد، جنب مسجد جامع                                                                        | ۹۰۱۹      | ۱۳۸۲/۰۳/۱۰ |       |
| ۲۳   | خانه امینی                          |       | قاجاریه                     | شهرستان آران و بیدگل، بخش مرکزی، دهستان سفید دشت، روستای علی‌آباد                                                        | ۹۰۲۶      | ۱۳۸۲/۰۳/۱۰ |       |
| ۲۴   | کاروان‌سرای حسین‌آباد                 |       | قاجاریه                     | شهرستان آران و بیدگل، بخش کویرات، ضلع شمالی روستای حسین‌آباد                                                             | ۱۰۲۴۷     | ۱۳۸۲/۰۶/۲۳ |       |
| ۲۵   | قلعه‌های شجاع‌آباد                    |       | قاجار                       | سه کیلومتری شمال شرقی نوش آباد آران و بیدگل، برسرراه آسفالته مبارک فیض آباد کویر                                        | ۱۰۲۵۷     | ۱۳۸۲/۰۷/۰۱ |       |
| ۲۶   | آب‌انبار سرکوچه یخچال                |       | قاجاریه                     | اصفهان، آران و بیدگل، خیابان دهنو (ابوالفضل)، محله سرکوچه یخچال                                                         | ۱۱۵۹۰     | ۱۳۸۳/۱۲/۲۴ |       |
| ۲۷   | بازار سر گنگه                       |       | صفویه - زندیه               | آران و بیدگل، خیابان محمد هلال، محله سرگنگه، بازار سرگنگه                                                               | ۱۲۱۰۵     | ۱۳۸۴/۰۴/۳۰ |       |
| ۲۸   | تپه کهریز                           |       | تاریخی                      | ۲۰ کیلومتری شمال غرب نوش آباد، شهرستان آران و بید گل، ۶ کیلومتری شرق روستای مشکان                                       | ۱۲۲۳۷     | ۱۳۸۴/۰۴/۳۰ |       |
| ۲۹   | خانه عمارت                          |       | قاجاریه                     | شهرستان آران و بیدگل، روستای علی‌آباد کویر                                                                               | ۱۲۳۳۶     | ۱۳۸۴/۰۵/۱۱ |       |
| ۳۰   | خانه وکیل                           |       | پهلوی                       | شهرستان آران و بیدگل، روستای علی‌آباد                                                                                    | ۱۲۳۳۷     | ۱۳۸۴/۰۵/۱۱ |       |
| ۳۱   | خانه بنی طبا                        |       | قاجاریه - پهلوی             | شهرستان آران و بیدگل، محله مختص آباد، اول خ ۲۲ بهمن                                                                     | ۱۲۹۶۵     | ۱۳۸۴/۰۵/۱۹ |       |
| ۳۲   | خانه اسماعیلی                       |       | قاجاریه                     | شهرستان آران و بیدگل، بخش مرکزی، شهر بیدگل، محله مختص آباد، اول خ ۲۲ بهمن، جنب خانه بنی طبا                             | ۱۲۹۶۶     | ۱۳۸۴/۰۵/۱۹ |       |
| ۳۳   | حمام حاجی محمد                      |       | صفویه                       | شهرستان آران و بیدگل، بخش مرکزی، شهر بیدگل، محله درب ریگ، خ ۲۲ بهمن                                                     | ۱۲۹۶۷     | ۱۳۸۴/۰۵/۱۹ |       |
| ۳۴   | محوطه فیض‌آباد                       |       | اسلامی (ایلخانی)            | شهرستان آران و بیدگل، شهرنوش آباد، جاده نوش آبادبه تقی‌آباد، ضلع شمالشرقی زیارت فیض آباد                                 | ۱۳۵۹۶     | ۱۳۸۴/۰۷/۲۳ |       |
| ۳۵   | تپه مرزن‌آباد                        |       | تاریخی                      | ۱۸ کیلومتری شمال غرب شهرنوش آباد، شهرستان آران و بیدگل، ۹ کیلومتری شرق روستای مشکان، ۲۵۰۰ م شرق تپه کهریز               | ۱۳۶۴۴     | ۱۳۸۴/۰۸/۱۵ |       |
| ۳۶   | حمام توده                           |       | صفوی                        | شهر آران و بیدگل، محله توده                                                                                             | ۱۴۱۵۱     | ۱۳۸۴/۱۱/۰۹ |       |
| ۳۷   | حمام رئیسه                          |       | صفوی                        | شهر آران و بیدگل، خ۲۲ بهمن                                                                                              | ۱۴۱۶۴     | ۱۳۸۴/۱۱/۰۹ |       |
| ۳۸   | مسجد ابا لؤلؤ                       |       | قرون میانه و متاخر اسلامی   | آران و بیدگل، محله ویرانه کوچه ابالؤلؤ                                                                                  | ۱۴۱۶۷     | ۱۳۸۴/۱۱/۰۹ |       |
| ۳۹   | حسینیه ویرانه                       |       | صفوی - قاجاریه              | آران و بیدگل، میدان امام خمینی، کوچه ویرانه، کوچه اسدی                                                                  | ۱۴۱۷۵     | ۱۳۸۴/۱۱/۰۹ |       |
| ۴۰   | آب‌انبار آقا شهاب                    |       | صفوی                        | آران و بیدگل، خ ۲۲ بهمن، کوچه شهید بنی طباء                                                                             | ۱۴۲۰۷     | ۱۳۸۴/۱۱/۰۹ |       |
| ۴۱   | یخچال مختص‌آباد                      |       | قاجاریه                     | آران و بیدگل، خ امام خمینی، کوچه سادات                                                                                  | ۱۴۲۰۸     | ۱۳۸۴/۱۱/۰۹ |       |
| ۴۲   | مجموعه حسینیه و زورخانه خانقاه      |       | صفوی                        | شهر آران و بیدگل، میدان امام خمینی، کوی درب مختص آباد، کوچه نقشینه                                                      | ۱۴۳۹۰     | ۱۳۸۴/۱۲/۱۶ |       |
| ۴۳   | مجموعه مسجد ملامحمود و امامزاده رضا |       | اواخر صفوی                  | شهرآران و بیدگل، خ ۲۲ بهمن، کوچه بنی طباء                                                                               | ۱۴۴۰۵     | ۱۳۸۴/۱۲/۱۶ |       |
| ۴۴   | خانه حاج زبیح الله و ساباط همجوار   |       | پهلوی اول                   | شهرنوش آباد، محله درب ریگ، مجموعه زمین وقفه                                                                             | ۱۴۴۰۹     | ۱۳۸۴/۱۲/۱۶ |       |
| ۴۵   | مسجد خرم‌آباد                        |       | قاجاریه                     | شهرآران و بیدگل، دشت خرم‌آباد                                                                                            | ۱۴۸۹۴     | ۱۳۸۴/۱۲/۱۶ |       |
| ۴۶   | مجموعه میدان سنگ                    |       | صفویه - قاجاریه             | شهر آران و بیدگل، ضلع شرقی میدان توده (میدان سنگ)                                                                       | ۱۴۸۹۵     | ۱۳۸۴/۱۲/۱۶ |       |
| ۴۷   | خانه حسینی                          |       | پهلوی                       | شهرستان آران و بیدگل، بخش مرکزی، دهستان سفید دشت، روستای یزدل، جنب حسینه ابوالفضل                                       | ۱۴۹۰۴     | ۱۳۸۴/۱۲/۱۶ |       |
| ۴۸   | خانه نظام وفا                       |       | قاجاریه                     | شهرآران و بیدگل، خ ابوالفضل، گذر دهنو، میدان دربند، روبروی مسجد بابا حاجی                                               | ۱۴۹۰۵     | ۱۳۸۴/۱۲/۱۶ |       |
| ۴۹   | خانه شیخ الاسلام                    |       | قاجار                       | شهرآران و بیدگل، خیابان ابو الفضل، محله دربند، جنب میدان در بند                                                         | ۱۴۹۱۰     | ۱۳۸۴/۱۲/۱۶ |       |
| ۵۰   | خانه دانش                           |       | قاجار                       | شهرآران و بیدگل، خ ابوالفضل، محله در بند، جنب میدان در بند                                                              | ۱۴۹۱۱     | ۱۳۸۴/۱۲/۱۶ |       |
| ۵۱   | خانه حاجی آقا                       |       | قاجار                       | شهرآران و بیدگل، خ ابوالفضل، محله دربند، جنب میدان در بند                                                               | ۱۴۹۱۴     | ۱۳۸۴/۱۲/۱۶ |       |
| ۵۲   | امامزادگان اسحاق و اسماعیل          |       | صفوی - قاجاریه - پهلوی      | شهرآران و بیدگل، محله بازار، خ محمد هلال، جنب مسجد بازار                                                                | ۱۴۹۱۹     | ۱۳۸۴/۱۲/۱۶ |       |
| ۵۳   | مجموعه خواجه                        |       | صفوی - قاجار - پهلوی        | شهرابو زید آباد، محله تو ده، مجموعه خواجه                                                                               | ۱۴۹۲۱     | ۱۳۸۴/۱۲/۱۶ |       |
| ۵۴   | خانه مسعودی                         |       | قاجار                       | شهرآران و بیدگل، خ ابوالفضل، محله دربند، جنب میدان دربند                                                                | ۱۴۹۲۳     | ۱۳۸۴/۱۲/۱۶ |       |
| ۵۵   | خانه حاج ذبیح‌الله تقوایی            |       | اواخر قاجاریه               | شهرستان آران و بیدگل، بخش مرکزی، دهستان سفید دشت، روستای یزدل، ک جنب حسینیه ابوالفضل                                    | ۱۴۹۲۴     | ۱۳۸۴/۱۲/۱۶ |       |
| ۵۶   | آب‌انبار گز                          |       | پهلوی                       | شهرابوزیدآباد، کیلومتری ۱۶ جاده کاشان به ابوزیدآباد                                                                     | ۱۴۹۲۷     | ۱۳۸۴/۱۲/۱۶ |       |
| ۵۷   | حسینیه توده                         |       | قاجار                       | شهرآران و بید گل، محله توده، میدان سنگ (میدان توده)                                                                     | ۱۴۹۳۳     | ۱۳۸۴/۱۲/۱۶ |       |
| ۵۸   | میدان الهیار                        |       | قاجار                       | شهرابوزیدآباد، جنب امامزاده عبدا. . .                                                                                   | ۱۴۹۳۶     | ۱۳۸۴/۱۲/۱۶ |       |
| ۵۹   | آب‌انبار میدان دربند                 |       | قاجاریه                     | شهرآران و بیدگل، خ ابوالفضل، محله دربند، شرق میدان دربند                                                                | ۱۴۹۸۳     | ۱۳۸۴/۱۲/۱۶ |       |
| ۶۰   | اوئی (معماری زیر زمینی)             |       | صدر اسلام تا صفوی           | شهرستان آران و بیدگل، زیر بافت کنونی شهرنوش آباد                                                                        | ۱۵۸۱۶     | ۱۳۸۵/۰۵/۰۸ |       |
| ۶۱   | شاهزاده اسماعیل عبدالله             |       | قاجاریه                     | شهرستان آران و بیدگل، بخش مرکزی، شهر آران و بیدگل، محله مختص آباد، ابتدای خ سلمان فارسی (کارخانه برق)                   | ۱۶۱۹۸     | ۱۳۸۵/۰۸/۲۴ |       |
| ۶۲   | آب‌انبار عالی‌آباد                    |       | قاجاریه                     | شهرستان آران و بیدگل، بخش مرکزی، شهر آران و بیدگل، دشت عالی آباد (ایل آباد)                                             | ۱۶۲۰۰     | ۱۳۸۵/۰۸/۲۴ |       |
| ۶۳   | برج مجدآباد                         |       | قاجاریه                     | شهرستان آران و بیدگل، بخش مرکزی، شهرآران و بیدگل، دشت مجد آباد                                                          | ۱۶۲۰۱     | ۱۳۸۵/۰۸/۲۴ |       |
| ۶۴   | حمام عنایتی                         |       | قاجاریه                     | شهرستان آران و بیدگل، بخش مرکزی، شهر آران و بیدگل، محله وشاد، پشت حسینه وشاد                                            | ۱۶۲۰۲     | ۱۳۸۵/۰۸/۲۴ |       |
| ۶۵   | قلعه تقی‌آباد                        |       | اواخر قاجاریه - اوایل پهلوی | شهرستان آران و بیدگل، بخش مرکزی، شهر آران و بیدگل، دشت تقی‌آباد                                                          | ۱۶۲۱۰     | ۱۳۸۵/۰۸/۲۴ |       |
| ۶۶   | بازار سرسنگ                         |       | صفویه قاجاریه               | شهرستان آران و بیدگل، بخش مرکزی، شهر آران و بیدگل، محله توی ده، میدان سرسنگ (توده)                                      | ۱۶۲۱۱     | ۱۳۸۵/۰۸/۲۴ |       |
| ۶۷   | برج حامدآباد                        |       | قاجاریه                     | شهرستان آران و بیدگل، بخش مرکزی، شهر بیدگل، دشت حامد آباد (همتاباد)                                                     | ۱۶۲۱۷     | ۱۳۸۵/۰۸/۲۴ |       |
| ۶۸   | زیارت بی‌بی سکینه خاتون              |       | قاجاریه                     | شهرستان آران و بیدگل، بخش مرکزی، سفید شهر، میدان سلامت، خ منتظر المهدی                                                  | ۱۶۲۲۰     | ۱۳۸۵/۰۸/۲۴ |       |
| ۶۹   | آرامگاه شاهزاده اسحاق               |       | قاجاریه                     | شهرستان آران و بیدگل، بخش مرکزی، شهرنوش آباد، محله شهید مطهری، روبروی مسجد جامع                                         | ۱۶۲۲۷     | ۱۳۸۵/۰۸/۲۴ |       |
| ۷۰   | مسجد رحیم روس                       |       | قاجاریه                     | شهرستان آران و بیدگل، بخش مرکزی، شهر آران و بیدگل، محله توی ده، گذر رحیم روس                                            | ۱۶۲۳۱     | ۱۳۸۵/۰۸/۲۴ |       |
| ۷۱   | حسینه درب ریگ                       |       | صفویه - قاجاریه             | شهسرتان آران و بیدگل، بخش مرکزی، شهر آران و بیدگل، محله درب ریگ، میدان درب ریگ                                          | ۱۶۲۳۲     | ۱۳۸۵/۰۸/۲۴ |       |
| ۷۲   | مسجد قائمیه                         |       | قاجاریه                     | شهرستان آران و بیدگل، بخش مرکزی، شهرنوش آباد، محله شهید منتظری، کوچه شهید آتشی                                          | ۱۶۲۳۴     | ۱۳۸۵/۰۸/۲۴ |       |
| ۷۳   | مسجد بالائی                         |       | اواخر قاجاریه               | شهرستان آران و بیدگل، بخش مرکزی، شهر آران و بیدگل، دشت عالی آباد                                                        | ۱۶۲۳۵     | ۱۳۸۵/۰۸/۲۴ |       |
| ۷۴   | خانه آقا سلیم                       |       | قاجاریه                     | شهرستان آران و بیدگل، بخش مرکزی، شهر آران و بیدگل، محله بازار، میدان بازار، پ ۱۴                                        | ۱۶۳۱۷     | ۱۳۸۵/۰۸/۲۴ |       |
| ۷۵   | خانه ارباب رحیم                     |       | پهلوی اول                   | شهرستان آران و بیدگل، بخش مرکزی، شهر آران و بیدگل، خ حضرت ابوالفضل، کوچه منتهی به میدان بازار، پ۲۰                      | ۱۶۳۱۸     | ۱۳۸۵/۰۸/۲۴ |       |
| ۷۶   | قبرستان و بقعه امامزاده حسین بیدگل  |       | صفویه - زندیه               | شهر آران و بیدگل، خیابان امامزاده‌هاشم                                                                                   | ۱۷۴۸۲     | ۱۳۸۵/۱۲/۰۶ |       |
| ۷۷   | آب‌انباردربریگ                       |       | صفویه                       | شهر آران و بیدگل، خیابان ۲۲ بهمن، محله درب ریگ، میدان دربریگ                                                            | ۱۷۴۹۰     | ۱۳۸۵/۱۲/۰۶ |       |
| ۷۸   | آب‌انبار پایین ده                    |       | قاجاریه                     | شهرستان آران و بیدگل، بخش مرکزی، دهستان سفید دشت، روستای یزدل، کوی مسجد ابوالفضل                                        | ۱۸۰۹۵     | ۱۳۸۵/۱۲/۲۰ |       |
| ۷۹   | آب‌انبار بالاده                      |       | قاجاریه                     | شهرستان آران وبیدگل، بخش مرکزی، دهستان سفیددشت، روستای یزدل، جنب گلزار شهدا                                             | ۱۸۰۹۶     | ۱۳۸۵/۱۲/۲۰ |       |
| ۸۰   | خانه اکرمیان                        |       | اواخر قاجاریه               | شهر آران و بیدگل، خیابان ولی عصر، محله سرکوچه دراز، جنب مسجد ملا شکرا…                                                  | ۱۹۰۴۱     | ۱۳۸۶/۰۲/۲۰ |       |
| ۸۱   | میدان تاریخی قندی                   |       | قاجاریه                     | شهرستان آران و بیدگل، بخش کویرات، شهدا بو زید آباد، خیابان امام، کوچه میدان قندی                                        | ۱۹۰۴۲     | ۱۳۸۶/۰۲/۲۰ |       |
| ۸۲   | خانه اکرمی                          |       | اواخر قاجاریه               | شهر آران و بیدگل، خ ولی عصر، محله سرکوچه دراز، جنب مسجد ملا شکرا…، کوچه حاج محمد متوسل، پلاک ۳۲                         | ۱۹۱۶۳     | ۱۳۸۶/۰۳/۰۳ |       |
| ۸۳   | قلعه مورچان                         |       | اواخر آل بویه               | شهرستان آران و بیدگل، بخش مرکزی، دهستان سفیددشت، روستای علی‌آباد، بلوار اصلی روستا                                       | ۱۹۸۵۵     | ۱۳۸۶/۰۸/۲۲ |       |
| ۸۵   | زیارتگاه امامزاده عباس و سکینه      |       | قرون میانه و متأخر اسلامی   | شهرستان آران و بیدگل، بخش مرکزی، دهستان سفیددشت، روستای علی‌آباد، بلوار اصلی روستا، جنب گلزار شهدآء                      | ۱۹۸۵۶     | ۱۳۸۶/۰۸/۲۲ |       |
| ۸۶   | خانه حاج محمد جعفر                  |       | قاجاریه                     | شهرستان آران و بیدگل، بخش مرکزی، دهستان سفیددشت، بلوار اصلی روستای علی‌آباد، کوچه مسجد جامع                              | ۲۰۰۰۰     | ۱۳۸۶/۰۸/۲۲ |       |
| ۸۷   | خانه آقا حسین خان امین              |       | قاجار                       | شهرستان آران و بیدگل، بخش مرکزی، دهستان سفید دشت، بلوار اصلی روستای علی‌آباد، ک مسجد جامع                                | ۲۰۰۰۱     | ۱۳۸۶/۰۸/۲۲ |       |
| ۸۸   | خانه حاج ارباب                      |       | قاجار                       | شهرستان آران و بیدگل، بخش مرکزی، دهستان سفید دشت، بلوار اصلی روستای علی‌آباد ک مسجد جامع، روبروی خانه امین               | ۲۰۰۰۲     | ۱۳۸۶/۰۸/۲۲ |       |
| ۸۹   | خانه احمد امین                      |       | قاجار - پهلوی               | شهرستان آران و بیدگل، بخش مرکزی، دهستان سفید دشت، بلوار اصلی روستای علی‌آباد، کوچه مسجد جامع                             | ۲۰۰۰۳     | ۱۳۸۶/۰۸/۲۲ |       |
| ۹۰   | خانه محلوجی                         |       | صفوی                        | شهرستان آران و بیدگل، بخش مرکزی، دهستان سفید دشت، بلوار اصلی روستای علی‌آباد، ک مسجد جامع                                | ۲۰۰۱۵     | ۱۳۸۶/۰۸/۲۲ |       |
| ۹۱   | خانه تاریخی کاشانی                  |       | قاجاریه                     | شهرستان آران و بیدگل، بخش مرکزی، دهستان سفیددشت، بلوار اصلی روستای علی‌آباد، کوچه مسجد جامع، جنب خانه اربابی             | ۲۰۰۱۹     | ۱۳۸۶/۰۸/۲۲ |       |
| ۹۲   | خانه صادقی                          |       | قاجاریه                     | شهرستان آران و بیدگل، بخش مرکزی، دهستان سفید دشت، بلوار اصلی روستای علی‌آباد، کوچه مسجد جامع                             | ۲۰۰۳۰     | ۱۳۸۶/۰۸/۲۲ |       |
| ۹۳   | خانه ساعدی                          |       | قرون متأخر اسلامی           | شهرستان آران و بیدگل، بخش مرکزی، دهستان سفید دشت، بلوار اصلی روستای علی‌آباد، کوچه مسجد جامع                             | ۲۰۰۳۱     | ۱۳۸۶/۰۸/۲۲ |       |
| ۹۴   | تپه قبرستان علی‌آباد                 |       | نوسنگی                      | شهرستان آران و بیدگل، بخش مرکزی، دهستان سفید دشت، روستای علی‌آباد                                                        | ۲۰۵۳۲     | ۱۳۸۶/۱۰/۲۶ |       |
| ۹۵   | بقعه چهل دختران بیدگل               |       | قرون میانه اسلامی           | شهرستان آران و بیدگل، کوی خانقاه، درب مختص آباد، جنب مسجد نقشینه، در محل حسینیه محله                                    | ۲۳۰۱۵     | ۱۳۸۷/۰۵/۰۲ |       |
| ۹۶   | مسجد علی ابن ابیطالب                |       | صفویه                       | شهر آران و بیدگل، خیابان هلال ابن علی                                                                                   | ۲۳۰۲۰     | ۱۳۸۷/۰۵/۰۲ |       |
| ۹۷   | مجموعه مسجد و آب‌انبار ملا حبیب      |       | اواخر قاجاریه               | شهر آران و بیدگل، پشت شهرک صنعتی سلیمان صباحی بیدگلی، دشت مزرعتی ملا حبیب                                               | ۲۳۰۲۵     | ۱۳۸۷/۰۵/۰۲ |       |
| ۹۸   | محوطه قلعه کدیش پایین               |       | صفویه                       | شهرستان آران و بیدگل، بخش مرکزی، دهستان سفیددشت، دو کیلومتری شمال غربی روستای تقی‌آباد                                   | ۲۳۰۲۹     | ۱۳۸۷/۰۵/۰۲ |       |
| ۹۹   | محوطه قلعه زرگرآباد                 |       | قرون میانه اسلامی           | شهرستان آران و بیدگل، بخش مرکزی، دهستان سفیددشت، ۱۳۰۰م شرق روستای تقی‌آباد                                               | ۲۳۰۳۴     | ۱۳۸۷/۰۵/۰۲ |       |
| ۱۰۰  | خانه مرتضوی                         |       | قاجار                       | شهرستان آران و بیدگل، بخش کویرات، شهر ابوزیدآباد، محله توی ده، جنب مجموعه خواجه                                         | ۲۳۹۲۱     | ۱۳۸۷/۰۹/۱۸ |       |
| ۱۰۱  | مسجد جعفر بیدگل                     |       | صفوی                        | شهرستان آران و بیدگل، بخش مرکزی، شهر آران و بیدگل، محله دربریگ، خیابان ۲۲ بهمن، کوچه روحانی، مقابل حمام تاریخی حاج محمد | ۲۴۰۱۳     | ۱۳۸۷/۱۰/۱۵ |       |
| ۱۰۲  | خانه تاریخی کمباف                   |       | قاجار                       | شهر آران و بیدگل، خیابان ۲۲ بهمن، محله توده بیدگل، کوچه ساطع                                                            | ۲۴۴۴۳     | ۱۳۸۷/۱۰/۱۶ |       |
| ۱۰۳  | خانه تاریخی استادیان                |       | قاجار                       | شهر آران و بیدگل، خیابان نواب صفوی، کوچه فخارخانه                                                                       | ۲۴۴۴۴     | ۱۳۸۷/۱۰/۱۶ |       |
| ۱۰۴  | خانه صابری                          |       | قاجاریه - پهلوی             | شهرستان آران و بیدگل، بخش مرکزی، محله توی ده، روبروی حسینیه زینبیه                                                      | ۲۴۴۵۲     | ۱۳۸۷/۱۰/۱۶ |       |
| ۱۰۵  | خانه ارباب                          |       | پهلوی                       | شهرستان آران و بیدگل، بخش مرکزی، شهرنوش آباد، محله شهید باهنر، کوی شهید ربانی نژاد                                      | ۲۴۴۵۷     | ۱۳۸۷/۱۰/۱۶ |       |
| ۱۰۶  | خانه جندقیان                        |       | اوایل قاجاریه               | شهر آران و بیدگل، محله فخارخانه، پشت مسجد کریم                                                                          | ۲۴۴۵۸     | ۱۳۸۷/۱۰/۱۶ |       |
| ۱۰۷  | خانه تاریخی رجبیان                  |       | اواخر قاجاریه               | شهر آران و بیدگل، خیابان ۲۲ بهمن، سرحد محله توده و خانقاه و حاج عبدالصمد، کوچه روحانی                                   | ۲۴۴۵۹     | ۱۳۸۷/۱۰/۱۶ |       |

### شهرستان اردستان
| ردیف | نام اثر                             | نگاره | دیرینگی                           | موقعیت | شمارهٔ ثبت | تاریخ ثبت  | منبع  |
| ---- | ----------------------------------- | ----- | --------------------------------- | --- | --------- | ---------- | ----- |
| ۱    | شهر و خرابه‌های ساسانی زواره         |       | ساسانی                            | شمال شرقی در امتداد زواره، بین اردستان وزواره                                                              | ۳۷        | ۱۳۱۰/۰۶/۲۴ | [ ۴ ] |
| ۲    | مسجد جامع                           |       | سلجوقیان - قرن ۶ ق                | خ مسجدجامع                                                                                                 | ۱۸۰       | ۱۳۱۱/۰۴/۱۸ |       |
| ۳    | مناره مسجد امام حسن (ع)             |       | سلجوقیان                          | م امام حسن، جنب امامزاده وآب انبار                                                                         | ۲۴۹       | ۱۳۱۵/۰۳/۲۸ |       |
| ۴    | مسجد جامع زواره                     |       | سلجوقیان - قرن ۶ ق                | بخش زواره، م حسن‌آباد، ک پامنار                                                                             | ۲۸۳       | ۱۳۱۵/۱۲/۱۲ |       |
| ۵    | مسجد پامنار و منار آن               |       | (مسجد) سلجوقیان - (مناره) قرن ۵ ق | بخش زواره                                                                                                  | ۲۸۴       | ۱۳۱۵/۱۲/۱۲ |       |
| ۶    | مجموعه سرهنگ‌آباد زواره              |       | قاجاریه                           | ۵۰ کیلومتری زواره، شرق اردستان، مزرعه سرهنگ آباد                                                           | ۱۲۷۸      | ۱۳۵۵/۰۴/۲۸ |       |
| ۷    | مسجد خسرو                           |       | صفویه                             | محله راهمیان، خ ۱۲ بهمن                                                                                    | ۱۶۹۴      | ۱۳۶۴/۰۹/۱۷ |       |
| ۸    | مقبره امیر اویس                     |       | قرن ۹ ق                           | دشت غربی محله محال اردستان، قبرستان اردستان                                                                | ۱۶۹۹      | ۱۳۶۴/۰۵/۲۷ |       |
| ۹    | خانه خادم الحسینی (۸ بهشت زواره)    |       | قاجاریه                           | اردستان هشت بهشت زواره محله حسینیه کوچک، کوچه دربند، ک فاطمیه                                              | ۲۱۳۶      | ۱۳۷۷/۰۸/۰۹ |       |
| ۱۰   | خانه خادم الحسینی                   |       |                                   | شهر زواره                                                                                                  | ۳۳۳۷      | ۱۳۷۹/۱۲/۲۵ |       |
| ۱۱   | بافت و برج و باروی تاریخی شهر زواره |       | اسلامی                            | ۱۲ کیلومتری شمال شرقی شهرستان اردستان، بخش زواره، مرکز دهستان ریگستان (کچورستان)                           | ۶۱۴۴      | ۱۳۸۱/۰۷/۰۷ |       |
| ۱۲   | امامزاده یحیی                       |       | اواخر قرن ۹ ق                     | شهرستان اردستان، شهر زواره، بازار زواره روبروی حسینیه بزرگ                                                 | ۶۳۲۹      | ۱۳۸۱/۰۷/۰۷ |       |
| ۱۳   | کاروان‌سرای بقم                      |       | صفویه                             | ۲۵ کیلومتری شهرستان اردستان، کنار جاده اصفهان به اردستان، حد فاصل ۱۵ کیلومتری پل راه‌آهن بخش جنوبی          | ۷۶۷۳      | ۱۳۸۱/۱۲/۱۷ |       |
| ۱۴   | مسجد جامع موغار                     |       | قاجاریه                           | شهرستان اردستان، بخش مرکزی، دهستان گرمسیر، روستای موغار                                                    | ۹۰۲۲      | ۱۳۸۲/۰۳/۱۰ |       |
| ۱۵   | قنات دو طبقه مون                    |       | تاریخی                            | اردستان، خیابان شهید فائق مقابل اداره ثبت اسناد                                                            | ۹۰۲۳      | ۱۳۸۲/۰۳/۱۰ |       |
| ۱۶   | حسینیه بزرگ زواره                   |       | صفویه                             | شهرستان اردستان شهر زواره، محله میدان بزرگ، جبهه شمالی بازار زواره، جنب امامزاده یحیی ومسجد کرسی           | ۹۰۵۳      | ۱۳۸۲/۰۳/۱۰ |       |
| ۱۷   | حسینیه کوچک زواره                   |       | صفویه                             | شهرستان اردستان، شهر زواره، محله میدان کوچک، جبهه شرقی مسجد جامع زواره                                     | ۹۰۵۴      | ۱۳۸۲/۰۳/۱۰ |       |
| ۱۸   | قنات ارونه                          |       | تاریخی                            | اردستان، خیابان امام خمینی، پارک ملت، جنب شهرداری                                                          | ۹۰۵۷      | ۱۳۸۲/۰۳/۱۰ |       |
| ۱۹   | خانه سلامتی                         |       | قاجاریه                           | شهرستان اردستان، زواره، محله دربند، کوچه خانی (پادرخت)                                                     | ۱۱۵۸۴     | ۱۳۸۳/۱۲/۲۴ |       |
| ۲۰   | مجموعه میر بهاءالدین حیدر           |       | قاجاریه                           | شهرستان اردستان، زواره، محله ساباط کمال، میدان بزرگ (حسینیه بزرگ)، ابتدای کوچه پامنار                      | ۱۱۵۸۵     | ۱۳۸۳/۱۲/۲۴ |       |
| ۲۱   | خانه احمد نظام                      |       | قاجاریه                           | شهرستان اردستان، محله باغبازان زواره، کوچه حسینیه بزرگ                                                     | ۱۱۵۸۶     | ۱۳۸۳/۱۲/۲۴ |       |
| ۲۲   | خانه گنجی                           |       | قاجاریه                           | شهرستان اردستان، زواره، محله حسینیه بزرگ، کوچه پامنار، در مجاورت بقعه میر بهاءالدین حیدر                   | ۱۱۵۸۷     | ۱۳۸۳/۱۲/۲۴ |       |
| ۲۳   | خانه‌هانی                            |       | قاجاریه                           | شهرستان اردستان، زواره، محله پامنار زواره، کوچه پامنار                                                     | ۱۱۵۸۸     | ۱۳۸۳/۱۲/۲۴ |       |
| ۲۴   | خانه معتمدی                         |       | قاجاریه                           | شهرستان اردستان، محله حسینیه بزرگ زواره، شماره ۱۷۲                                                         | ۱۱۵۸۹     | ۱۳۸۳/۱۲/۲۴ |       |
| ۲۵   | مسجد دربند                          |       | ایلخانیان                         | اردستان، خ شهید فائق، محله مون، خ مون                                                                      | ۱۲۱۱۳     | ۱۳۸۴/۰۴/۳۰ |       |
| ۲۶   | خانقاه پیرمرتضی                     |       | تیموریان                          | شهرستان اردستان، روستای سردشت، محله فهره، غرب مسجد سفید سردشت                                              | ۱۲۱۱۹     | ۱۳۸۴/۰۴/۳۰ |       |
| ۲۷   | کاروان‌سرای ظفر قند                  |       | صفویه                             | شهرستان اردستان، بخش مرکزی، ۲۳ کیلومتری جنوب غرب اردستان، روستای ظفر قند                                   | ۱۲۲۳۵     | ۱۳۸۴/۰۴/۳۰ |       |
| ۲۸   | خانه سید فناء توحیدی                |       | قاجاریه                           | شهرستان اردستان، بخش زواره، شهر زواره، محله ودادان، ابتدای بازار کوچه دشت                                  | ۱۲۳۲۰     | ۱۳۸۴/۰۵/۱۱ |       |
| ۲۹   | خانه ارباب حسین مهابادی             |       | قاجاریه                           | مهاباد، محله سرآسیاب، میدان مهاباد                                                                         | ۱۳۶۶۵     | ۱۳۸۴/۰۸/۱۵ |       |
| ۳۰   | آب‌انبار نو زواره                    |       | قاجاریه                           | زواره، خ امامزاده یحیی، جنب مدرسه ترشیزی                                                                   | ۱۳۶۶۶     | ۱۳۸۴/۰۸/۱۵ |       |
| ۳۱   | خانه احمدی                          |       | قاجاریه                           | زواره، انتهای کوچه مسجد جامع                                                                               | ۱۴۱۶۸     | ۱۳۸۴/۱۱/۰۹ |       |
| ۳۲   | تکیه سلطان بیک                      |       | صفوی                              | اردستان، محله راهمیان، مقابل گلزار شهدا                                                                    | ۱۴۱۷۴     | ۱۳۸۴/۱۱/۰۹ |       |
| ۳۳   | مسجد ملا یعقوب                      |       | صفوی - قاجار                      | اردستان، محله کبودان، جنب آب انبار و حمام ملا یعقوب                                                        | ۱۴۲۰۶     | ۱۳۸۴/۱۱/۰۹ |       |
| ۳۴   | حمام چاه ریسه                       |       | قاجار                             | شهرستان اردستان، بخش مرکزی، دهستان علیا، روستای چاه ریسه                                                   | ۱۴۹۲۶     | ۱۳۸۴/۱۲/۱۶ |       |
| ۳۵   | قلعه چاه ریسه                       |       | قاجاریه                           | شهرستان اردستان، بخش مرکزی، دهستان گرمسیر، روستای چاه ریسه                                                 | ۱۵۱۹۵     | ۱۳۸۴/۱۲/۲۴ |       |
| ۳۶   | گنبد حاج میرزا علیرضا               |       | اوایل قاجاریه                     | شهرستان اردستان، بخش زواره، شهر زواره، نبش میدان جعفری، در مجاورت بلوار امام رضا، محوطه قبرستان قدیمی شهر  | ۱۶۱۹۴     | ۱۳۸۵/۰۸/۲۴ |       |
| ۳۷   | گنبد میرزا محمد صادق                |       | اواخر قاجار                       | شهرستان اردستان، بخش زواره، نبش میدان جمهوری، در مجاورت بلوار امام رضا                                     | ۱۶۱۹۵     | ۱۳۸۵/۰۸/۲۴ |       |
| ۳۸   | گنبد تیرالحکما                      |       | اواخر قاجاریه                     | شهرستان اردستان، بخش زواره، شهر زواره، نبش میدان جمهوری، در مجاورت بلوار امام رضا، محوطه قبرستان قدیمی شهر | ۱۶۱۹۶     | ۱۳۸۵/۰۸/۲۴ |       |
| ۳۹   | خانه عباسقلی خان سرتیب              |       | اواخر قاجاریه                     | شهرستان اردستان، بخش مرکزی، دهستان برازوند، روستای نهوج                                                    | ۱۶۳۱۳     | ۱۳۸۵/۰۸/۲۴ |       |
| ۴۰   | گنبد سبز (زواره)                    |       | سلجوقی                            | شهرستان اردستان، بخش زواره، شهر زواره، خ امام رضا، حریم قبرستان قدیمی شهر                                  | ۱۷۰۳۲     | ۱۳۸۵/۱۱/۰۸ |       |
| ۴۱   | مسجد سادات                          |       | اواخر قاجاریه                     | شهرستان اردستان، بخش زواره، شهر زواره، خ مسجد جامع                                                         | ۱۷۰۳۹     | ۱۳۸۵/۱۱/۰۸ |       |
| ۴۲   | مجموعه سهام السلطنه                 |       | قاجاریه                           | شهرستان اردستان، بخش زواره، دهستان ریگستان، روستای امیرآباد                                                | ۱۷۰۴۱     | ۱۳۸۵/۱۱/۰۸ |       |
| ۴۳   | خانه افشار                          |       | اوایل قاجاریه                     | شهرستان اردستان، شهر مهاباد، خیابان امام خمینی، محله حسینیه قدیم                                           | ۱۷۴۶۴     | ۱۳۸۵/۱۲/۰۶ |       |
| ۴۴   | مسجد تلک‌آباد                        |       | ایلخانی                           | شهرستان اردستان، بخش زواره، دهستان ریگستان، روستای تلک آباد                                                | ۱۷۴۶۸     | ۱۳۸۵/۱۲/۰۶ |       |
| ۴۵   | حسینیه تلک‌آباد                      |       | قاجاریه                           | شهرستان اردستان، بخش زواره، دهستان ریگستان، روستای تلک آبد، خیابان اصلی حسینیه                             | ۱۹۸۶۰     | ۱۳۸۶/۰۸/۲۲ |       |
| ۴۶   | قلعه گل شکنان                       |       | صفویه                             | شهرستان اردستان، بخش زواره، دهستان سفلی، روستای گل شکنان                                                   | ۱۹۸۷۳     | ۱۳۸۶/۰۸/۲۲ |       |
| ۴۷   | خانه امیران                         |       | قاجار                             | شهر اردستان، م امام خمینی، خ قیام، میدان راهمیان                                                           | ۲۰۰۰۸     | ۱۳۸۶/۰۸/۲۲ |       |
| ۴۸   | خانه شرکاء عرب                      |       | قاجاریه                           | شهرستان اردستان، بخش زواره، دهستان ریگستان، روستای تلک آباد                                                | ۲۰۰۲۲     | ۱۳۸۶/۰۸/۲۲ |       |
| ۴۹   | خانه صالح عجمی                      |       | قاجاریه                           | شهرستان اردستان، بخش زواره، دهستان ریگستان، روستای تلک آباد، محله بالا                                     | ۲۰۰۲۵     | ۱۳۸۶/۰۸/۲۲ |       |
| ۵۰   | خانه سلطانی                         |       | قاجاریه                           | شهرستان اردستان، بخش زواره، دهستان ریگستان، روستای تلک آباد، محله بالا                                     | ۲۰۰۲۷     | ۱۳۸۶/۰۸/۲۲ |       |
| ۵۱   | خانه عصاری                          |       | قاجاریه                           | شهرستان اردستان، بخش زواره، دهستان ریگستان، روستای تلک آباد، جنب حسینیه تلک آباد                           | ۲۰۰۲۸     | ۱۳۸۶/۰۸/۲۲ |       |
| ۵۲   | خانه نوریان                         |       | قاجار                             | شهرستان اردستان، بخش زواره، شهر زواره، خیابان مسجد جامع، کوچه آیت ا… مدرس، پلاک ۱۵                         | ۲۳۹۱۹     | ۱۳۸۷/۰۹/۱۸ |       |
| ۵۳   | خانه محمد سلطانی                    |       | قاجار                             | شهرستان اردستان، بخش زواره، دهستان ریگستان، روستای تلک آباد، محله بالا                                     | ۲۳۹۲۲     | ۱۳۸۷/۰۹/۱۸ |       |

### شهرستان اصفهان
از این شهرستان ۶۲۰ اثر ثبت ملی شده است.

### شهرستان برخوار و میمه
| ردیف | نام اثر                           | نگاره | دیرینگی                   | موقعیت | شمارهٔ ثبت | تاریخ ثبت  | منبع  |
| ---- | --------------------------------- | ----- | ------------------------- | --- | --------- | ---------- | ----- |
| ۱    | مسجد بزرگ گز                      |       | سلجوقیان                  | بخش برخوردار مرکزی، شهر گز، مرکز شهر ۳۲°۴۸′۹٫۸″ شمالی ۵۱°۳۷′۱۵٫۰″ شرقی / ۳۲٫۸۰۲۷۲۲°شمالی ۵۱٫۶۲۰۸۳۳°شرقی    | ۳۲۴       | ۱۳۱۸/۱۱/۲۰ | [ ۵ ] |
| ۲    | قنات بزرگ و تاریخی وزوان          |       | ساسانیان                  | بخش مرکزی، شهر وزوان                                                                                       | ۵۴۴       | ۱۳۷۹/۱۰/۲۸ |       |
| ۳    | حمام میرزا ابوتراب وزوان          |       | صفویان                    | بخش مرکزی، شهروزوان، مرکز شهر                                                                              | ۴۴۵       | ۱۳۹۴/۱/۲۰  |       |
| ۴    | قلعه تاریخی اعظمی‌ها وزوان         |       | قاجاریه                   | بخش مرکزی، شهروزوان، مرکز شهر                                                                              | ۲۱۱       | ۱۳۵۱/۳/۲   |       |
| ۵    | مسجدجامع (جهانگیر)وزوان           |       | سلجوقیان                  | بخش مرکزی، شهروزوان، مرکز شهر                                                                              | ۲۲۴       | ۱۳۱۱/۱/۱۰  |       |
| ۶    | مسجد جامع میمه                    |       | زندیه                     | خیابان مسجد جامع، مرکز شهر                                                                                 | ۹۳۴       | ۱۳۵۱/۰۸/۱۴ |       |
| ۷    | خانه برومند                       |       | قاجاریه                   | شهرستان برخوار و میمه، شهر گز، کوی محله نو، جنب خیابان سپاه                                                | ۵۴۴۵      | ۱۳۸۰/۱۲/۲۵ |       |
| ۸    | مسجد جامع دستگرد                  |       | صفویه - قاجاریه           | شهرستان برخوار و میمه دستگرد برخوار، بعد از امامزاده، جنب شهرداری قدیم                                     | ۱۲۱۱۷     | ۱۳۸۴/۰۴/۳۰ |       |
| ۹    | حمام چهار محال کلهرود             |       | قاجاریه                   | شهرستان برخوار و میمه، جاده مورچه خورت، نطنز، ۵ کیلومتری مورچه خورت، سمت چپ روستای کلهرودو چهار محال       | ۱۲۲۳۲     | ۱۳۸۴/۰۴/۳۰ |       |
| ۱۰   | خانه برومند گر                    |       | قاجاریه                   | شهرستان برخوار میمه، بخش برخوار، گز، کوی محله نو، خ سپاه، جنب فرهنگسرای برومند                             | ۱۲۲۹۸     | ۱۳۸۴/۰۴/۳۰ |       |
| ۱۱   | خانه امینی گز                     |       | قاجاریه                   | میمه، خ خواجه نصیر، کوی مناجات، پ ۳۶                                                                       | ۱۲۳۱۹     | ۱۳۸۴/۰۵/۱۱ |       |
| ۱۲   | کاروان‌سرای حاجی‌آباد               |       | قاجاریه                   | شهرستان برخوار و میمه، بخش برخوار، شهر شاهین شهر، روستای حاجی‌آباد                                          | ۱۲۹۶۱     | ۱۳۸۴/۰۵/۱۹ |       |
| ۱۳   | مسجد جامع گرگاب                   |       | قاجاریه                   | شهرستان برخوارو میمه، گرگاب، بلوار امام خمینی، کوچه شهید حق‌شناس                                            | ۱۲۹۶۲     | ۱۳۸۴/۰۵/۱۹ |       |
| ۱۴   | تکیه شاهپورآباد                   |       | صفوی                      | شهرستان برخوار و میمه، شرق شهر دولت‌آباد، دهستان برخوارشرقی، روستای شاهپورآباد                              | ۱۳۶۱۸     | ۱۳۸۴/۰۸/۱۵ |       |
| ۱۵   | کاروان‌سرای دهلر                   |       | صفوی                      | شهرستان برخوار و میمه، بین راه مورچه خورت، سه، ده کیلومتری روستای دهلر                                     | ۱۳۶۲۱     | ۱۳۸۴/۰۸/۱۵ |       |
| ۱۶   | حمام گرگاب                        |       | صفوی - قاجاریه            | شهرستان برخواروو میمه، شهر گرگاب، بلوار امام خمینی، پشت مسجد جامع                                          | ۱۳۶۲۶     | ۱۳۸۴/۰۸/۱۵ |       |
| ۱۷   | مسجد حاجی کلهرود                  |       | قاجاریه                   | شهرستان برخوار و میمه، بخش برخوار، دهستان مورچه خورت، روستای کلهرود                                        | ۱۳۶۵۶     | ۱۳۸۴/۰۸/۱۵ |       |
| ۱۸   | کاروان‌سرای مادرشاه مورچه خورت     |       | صفوی                      | شهرستان برخوارو میمه، بخش مرکزی، روستای مورچه خورت، مسیرجاده اصفهان، تهران                                 | ۱۳۶۵۷     | ۱۳۸۴/۰۸/۱۵ |       |
| ۱۹   | مسجد جامع خورزوق                  |       | تیموری - صفوی             | خورزوق، نبش خ شهرداری                                                                                      | ۱۳۶۵۸     | ۱۳۸۴/۰۸/۱۵ |       |
| ۲۰   | مقبره حاج محمد علی خان برومند     |       | قاجاریه                   | شهرگز، بلوار معلم، قبل از خ شیخ بهائی                                                                      | ۱۴۰۳۹     | ۱۳۸۴/۱۱/۰۹ |       |
| ۲۱   | خانه سلیمان آقا                   |       | اواخر قاجار - اوایل پهلوی | گز، خ سجاد، روبروی امامزاده شاه نعمت                                                                       | ۱۴۱۷۰     | ۱۳۸۴/۱۱/۰۹ |       |
| ۲۲   | مقبره ابوالفقراء                  |       | قاجاریه                   | گز، خ شیخ بهائی، روبروی امامزاده شاه نعمت                                                                  | ۱۴۱۹۴     | ۱۳۸۴/۱۱/۰۹ |       |
| ۲۳   | حمام میمه                         |       | صفویه                     | میمه، خ فرهنگ، ابتدای خ طالقانی                                                                            | ۱۴۱۹۵     | ۱۳۸۴/۱۱/۰۹ |       |
| ۲۴   | مسجد جامع کربکند                  |       | صفوی                      | شهرستان برخوار و میمه، بخش برخوار، دهستان برخوار شرقی، روستای کربکند                                       | ۱۴۴۳۸     | ۱۳۸۴/۱۲/۱۶ |       |
| ۲۵   | خانه مظاهری                       |       | اواخر قاجار               | شهرستان برخوار و میمه، بخش مرکزی، دهستان مورچه خورت، روستای کلهرود                                         | ۱۴۴۶۴     | ۱۳۸۴/۱۲/۱۶ |       |
| ۲۶   | باروی شهرگز                       |       | صفوی - قاجاریه            | شهرگز، بخش‌های باقیمانده بارو در بافت قدیم، خ خواجه نصیر، خ سپاه                                            | ۱۴۹۲۹     | ۱۳۸۴/۱۲/۱۶ |       |
| ۲۷   | مجموعه تپه و بقعه شاه نعمت‌الله گز |       | ساسانی - صفویه            | شهر گز، خ شیخ بهائی، در محل فعلی پارک مدرس                                                                 | ۱۶۰۰۴     | ۱۳۸۵/۰۶/۲۰ |       |
| ۲۸   | حمام ونداده                       |       | اواخر قاجاریه             | شهرستان برخوار و میمه، بخش میمه، دهستان ونداده، روستای ونداده، خ شهید عادل بعد از مسجد جامع ونداده         | ۱۶۱۹۹     | ۱۳۸۵/۰۸/۲۴ |       |
| ۲۹   | حمام آقامحمود (ممیدا)             |       | صفوی                      | شهرستان برخوار و میمه، بخش مرکزی، شهر گز، بخشهای باقیمانده بافت قدیم محله آقا محمود، خواجه نصیر، کوچه حمام | ۱۶۲۰۳     | ۱۳۸۵/۰۸/۲۴ |       |
| ۳۰   | برج آقا                           |       | قاجاریه                   | شهرستان برخوار و میمه، بخش برخوار، شهر دولت‌آباد، بلوار طالقانی، کوچه ابوعمار، محله سرجوب، محله برج         | ۱۶۲۱۲     | ۱۳۸۵/۰۸/۲۴ |       |
| ۳۱   | قلعه کوشک دائی (کشگدائی)          |       | اواخر قاجاریه             | شهرستان برخوار و میمه، بخش میمه، دهستان ونداده، روستای ونداده، حد فاصل روستای علی‌آباد و خسروآباد           | ۱۶۲۱۴     | ۱۳۸۵/۰۸/۲۴ |       |
| ۳۲   | کاروان‌سرای آغا کمال               |       | صفویه                     | شهرستان برخوار ومیمه، بخش مرکزی، روستای رباط آغا کمال                                                      | ۱۶۲۱۶     | ۱۳۸۵/۰۸/۲۴ |       |
| ۳۳   | امامزاده جعفر                     |       | اواخر قاجاریه             | شهرستان برخوار و میمه، بخش میمه، دهستان ونداده، روستای ونداده، خ شهید عادل، کوچه امامزاده جعفر             | ۱۶۲۱۹     | ۱۳۸۵/۰۸/۲۴ |       |
| ۳۴   | خانه برومند (ارباب محمد صادق)     |       | قاجاریه                   | شهرستان برخوار و میمه، بخش مرکزی، دهستان مورچه خورت، روستای کلهرود، محله سربیشه                            | ۱۶۲۳۶     | ۱۳۸۵/۰۸/۲۴ |       |
| ۳۵   | قنات رباط آغا کمال                |       | صفویه                     | شهرستان برخوار و میمه، بخش مرکزی، روستای رباط آغا کمال                                                     | ۱۶۷۰۲     | ۱۳۸۵/۱۰/۰۳ |       |
| ۳۶   | قنات چاه قاده (چقاده)             |       | صفویه                     | شهرستان برخوار و میمه، بخش مرکزی، روستای چقاده                                                             | ۱۶۷۰۳     | ۱۳۸۵/۱۰/۰۳ |       |
| ۳۷   | قنات حسن رباط                     |       | صفویه                     | شهرستان برخوار و میمه، بخش میمه، دهستان زرکان، دو کیلومتری شرق روستای حسن رباط                             | ۱۶۷۰۴     | ۱۳۸۵/۱۰/۰۳ |       |
| ۳۸   | مسجد آقا محمود گز                 |       | قاجاریه                   | شهرستان برخوار و میمه، بخش مرکزی، شهر گز، محله محمودآباد (آقا محمود) خ خواجه نصیر، ک مناجات                | ۱۷۰۳۸     | ۱۳۸۵/۱۱/۰۸ |       |
| ۳۹   | حمام پشت خزانه                    |       | اواخر قاجاریه             | شهرستان برخوار و میمه، بخش میمه، دهستان ونداده، روستای رباط آغا کمال                                       | ۱۷۰۴۲     | ۱۳۸۵/۱۱/۰۸ |       |
| ۴۰   | برج شاپورآباد                     |       | قاجاریه                   | شهرستان برخوار و میمه، بخش برخوار، دهستان برخوار مرکزی، روستای شاپورآباد                                   | ۱۷۴۹۱     | ۱۳۸۵/۱۲/۰۶ |       |
| ۴۱   | قنات بزرگ و تاریخی وزوان          |       | تاریخی                    | شهرستان برخوار و میمه، بخش مرکزی،                                                                          | ۱۸۰۹۷     | ۱۳۷۹/۱۰/۲۸ |       |
| ۴۲   | برج دوقلوی شاپورآباد              |       | قاجاریه                   | شهرستان برخوار و میمه، بخش برخوار، دهستان برخوارمرکزی، روستای شاپور آباد، بلوار امام خمینی، کوچه شهریار    | ۱۸۱۰۷     | ۱۳۸۵/۱۲/۲۰ |       |
| ۴۳   | مسجد دلیگان                       |       | قاجاریه - پهلوی           | شهرستان برخوارو میمه، بخش برخوار، شهر خورزق، محله دلیگان، بلوار ولی عصر، کوچه مسجد جامع                    | ۱۹۸۵۱     | ۱۳۸۶/۰۸/۲۲ |       |
| ۴۴   | حسینیه دلیگان                     |       | اواخر قاجاریه             | شهرستان برخوار و میمه، بخش برخوار، شهر خورزق، محله دلیگان، بلوار ولی عصر، کوچه مسجد جامع، کوچه حسینیه      | ۱۹۸۵۲     | ۱۳۸۶/۰۸/۲۲ |       |
| ۴۵   | مجموعه مسجد همت و ساباط همجوار    |       | قاجار - پهلوی             | شهرستان برخوار و میمه، بخش مرکزی، شهر گز، محله آقا شریف                                                    | ۲۴۰۲۰     | ۱۳۸۷/۱۰/۱۵ |       |
| ۴۶   | خانه باقرزاده                     |       | قاجار                     | شهرستان برخوار و میمه، بخش برخوار، شهر دستگرد، خیابان مدرس، کوچه لقمان حکیم، انتهای بن‌بست                  | ۲۴۴۳۹     | ۱۳۸۷/۱۰/۱۶ |       |
| ۴۷   | خانه دائی زاده                    |       | قاجار                     | شهرستان برخوار و میمه، بخش برخوار، شهر دستگرد، ۲۰ متری بسیج، پلاک ۳۸                                       | ۲۴۴۴۶     | ۱۳۸۷/۱۰/۱۶ |       |
| ۴۸   | خانه مصطفی ذبیحی                  |       | قاجار                     | شهرستان برخوار و میمه، بخش برخوار، شهر دستگرد، خیابان مدرس، کوچه لقمان، انتهای بن‌بست                       | ۲۴۴۴۹     | ۱۳۸۷/۱۰/۱۶ |       |
| ۴۹   | خانه صادقی                        |       | قاجاریه                   | شهرستان برخوار و میمه، بخش برخوار، شهرستان دستگرد، خیابان آیت ا… کاشانی، کوچه مسجد امام سجاد، پلاک ۴۷      | ۲۴۴۶۱     | ۱۳۸۷/۱۰/۱۶ |       |
| ۵۰   | خانه حیدریان                      |       | قاجاریه                   | شهر دستگرد، خیابان مدرس، کوچه بوعلی، پلاک ۳۶                                                               | ۲۴۴۶۴     | ۱۳۸۷/۱۰/۱۶ |       |

### شهرستان تیران و کرون
| ردیف | نام اثر                 | نگاره | دیرینگی | موقعیت                                                                                           | شمارهٔ ثبت | تاریخ ثبت  | منبع  |
| ---- | ----------------------- | ----- | ------- | ------------------------------------------------------------------------------------------------ | --------- | ---------- | ----- |
| ۱    | قلعه قمشلو              |       | قاجاریه | شهرستان تیران وکرون، ۲۰ کیلومتری شمال شرقی شهر تیران، پناهگاه حیات وحش                           | ۵۴۳۷      | ۱۳۸۰/۱۲/۲۵ | [ ۶ ] |
| ۲    | مسجد سید تیران          |       | قاجاریه | شهرستان تیران و کرون، شهر تیران، خیابان طالقانی                                                  | ۵۸۸۸      | ۱۳۸۱/۰۳/۲۵ |       |
| ۳    | قلعه جاجا               |       | سلجوقی  | شهرستان تیران، بخش مرکزی، دهستان ورپشت، روستای جاجا                                              | ۱۳۵۹۹     | ۱۳۸۴/۰۷/۲۳ |       |
| ۴    | مسجد جاجا               |       | قاجاریه | شهرستان تیران، بخش مرکزی، دهستان ورشت، جنوب روستای جاجا، کنار حمام تاریخی                        | ۱۳۶۲۸     | ۱۳۸۴/۰۸/۱۵ |       |
| ۵    | مسجد امام حسن تیران     |       | قاجاریه | شهرستان تیران، بخش مرکزی، شهر تیران، کنار رودخانه مرغاب                                          | ۱۳۶۴۶     | ۱۳۸۴/۰۸/۱۵ |       |
| ۶    | حمام جاجا               |       | قاجار   | شهرستان تیران و کرون، بخش مرکزی، دهستان ورپشت، جنوب روستای جاجا                                  | ۱۴۹۳۱     | ۱۳۸۴/۱۲/۱۶ |       |
| ۷    | کاروان‌سرای رضا خان      |       | قاجاریه | شهرستان تیران و کرون، بخش مرکزی، شهر رضوانشهر، مقابل ورودی شهر                                   | ۱۷۴۶۷     | ۱۳۸۵/۱۲/۰۶ |       |
| ۸    | امامزاده سراءالدین عسگر |       | صفویه   | شهرستان تیران و کرون، بخش کرون، دهستان کرون علیا، روستای عسگران                                  | ۱۷۴۷۹     | ۱۳۸۵/۱۲/۰۶ |       |
| ۹    | مسجد آران               |       | قاجاریه | شهرستان تیران و کرون، شهر رضوانشهر، خیابان طالقانی، محله آران                                    | ۱۷۴۸۵     | ۱۳۸۵/۱۲/۰۶ |       |
| ۱۰   | مسجد باقرالعلوم         |       | قاجاریه | شهرستان تیران وکرون، بخش مرکزی، شهر رضوانشهر، خیابان شهدا                                        | ۱۷۸۱۵     | ۱۳۸۵/۱۲/۱۴ |       |
| ۱۱   | خانه افشاری             |       | قاجاریه | شهرستان تیران و کرون، بخش مرکزی، شهر رضوانشهر، خیابان ملاصدرا، بن‌بست اول                         | ۱۸۰۹۹     | ۱۳۸۵/۱۲/۲۰ |       |
| ۱۲   | خانه یزدانی             |       | قاجاریه | شهرستان تیران و کرون، بخش مرکزی، شهر رضوانشهر، خیابان مطهری، خیابان مدرس                         | ۱۸۷۶۱     | ۱۳۸۵/۱۲/۲۸ |       |
| ۱۳   | خانه دادخواه            |       | صفوی    | شهرستان تیران و کرون، بخش مرکزی، شهر تیران، خ طالقانی جنوبی، خحافظ، کوی هجرت، بن‌بست ارغوان، پ ۹  | ۲۰۰۱۶     | ۱۳۸۶/۰۸/۲۲ |       |
| ۱۴   | آسیاب زیرزمینی          |       | قاجار   | شهرستان تیران و کرون، بخش مرکزی، شهر تیران، بلوار معلم، در کنار جوی شاه و ضلع جنوبی خیابان توحید | ۲۴۰۲۹     | ۱۳۸۷/۱۰/۱۵ |       |
| ۱۵   | خانه مظاهری             |       | زندیه   | شهر تیران، خیابان فارابی، کوچه شهید مظاهری، پلاک ۲۸                                              | ۲۴۴۶۲     | ۱۳۸۷/۱۰/۱۶ |       |
| ۱۶   | برج کبوتر تندران        |       | قاجاریه | شهرستان تیران و کرون، بخش مرکزی، دهستان ورپشت، روستای تندران                                     | ۲۶۱۸۱     | ۱۳۸۷/۱۲/۲۶ |       |

### شهرستان چادگان
| ردیف | نام اثر                  | نگاره | دیرینگی | موقعیت                            | شمارهٔ ثبت | تاریخ ثبت  | منبع  |
| ---- | ------------------------ | ----- | ------- | --------------------------------- | --------- | ---------- | ----- |
| ۱    | خانه معظم المالک میر پنج |       | قاجاریه | شهرستان چادگان، خیابان پارک آبشار | ۲۱۸۱۵     | ۱۳۸۶/۱۲/۲۶ | [ ۷ ] |
| ۲    | حمام چادگان              |       | قاجاریه | شهر چادگان، جنب مسجد جامع چادگان  | ۲۱۸۲۸     | ۱۳۸۶/۱۲/۲۶ |       |

### شهرستان خمینی‌شهر
| ردیف | نام اثر                          | نگاره | دیرینگی                   | موقعیت | شمارهٔ ثبت | تاریخ ثبت  | منبع  |  |
| ---- | -------------------------------- | ----- | ------------------------- | --- | --------- | ---------- | ----- |  |
| ۱    | امامزاده سید محمد                |       | تاریخی - صفویه            | خ دانشگاه صنعتی، مجموعه امامزاده محمد ۳۲°۴۳′۲۸″ شمالی ۵۱°۳۲′۵۲″ شرقی / ۳۲٫۷۲۴۴۴°شمالی ۵۱٫۵۴۷۷۸°شرقی                                 | ۸۹۶       | ۱۳۴۹/۰۴/۰۳ | [ ۸ ] |  |
| ۲    | خانه سرتیپ سدهی                  |       | قاجاریه                   | استان اصفهان، شهرستان خمینی شهر، محله دره فروشان، بلوار توحید ۳۲°۴۰′۳۲″ شمالی ۵۱°۳۲′۲″ شرقی / ۳۲٫۶۷۵۵۶°شمالی ۵۱٫۵۳۳۸۹°شرقی          | ۵۴۴۴      | ۱۳۸۰/۱۲/۲۵ | [ ۹ ] |  |
| ۳    | گورستان ورنوسفادران              |       | صفوی - قاجار              | شهرستان خمینی شهر، حد فاصل خیابانهای شهید مطهری، آیت الله صهری، بلوار جمهوری اسلامی                                                 | ۷۶۶۲      | ۱۳۸۱/۱۲/۱۷ |       |  |
| ۴    | خانه مجیری                       |       | اواخر قاجار - اوایل پهلوی | خمینی شهر، محله اندوان، خیابان مدرس                                                                                                 | ۱۱۵۷۷     | ۱۳۸۳/۱۲/۲۴ |       |  |
| ۵    | مجموعه حمامهای اندوان            |       | صفویه                     | خمینی شهر، محله اندوان، خیابان مدرس                                                                                                 | ۱۱۵۷۸     | ۱۳۸۳/۱۲/۲۴ |       |  |
| ۶    | مسجد ملاحیدر علی                 |       | قاجاریه                   | خمینی شهر، محله فروشان، خیابان شهید منتظری                                                                                          | ۱۱۵۷۹     | ۱۳۸۳/۱۲/۲۴ |       |  |
| ۷    | مسجد جامع فروشان                 |       | قاجاریه                   | خمینی شهر، محله فروشان، خیابان شهید منتظری، کوچه دوشنبه بازار                                                                       | ۱۱۵۸۰     | ۱۳۸۳/۱۲/۲۴ |       |  |
| ۸    | مسجد ابوالبرکات                  |       | قاجاریه                   | خمینی شهر، محله فروشان، خیابان شهید منتظری، کوچه دوشنبه بازار                                                                       | ۱۱۵۸۱     | ۱۳۸۳/۱۲/۲۴ |       |  |
| ۹    | مسجد ملا محسن                    |       | صفویه - قاجاریه           | خمینی شهر، محله شهر آباد، خیابان شریعتی جنوبی، کوچه شهید علیرضا آقائی (ملا محسن)                                                    | ۱۱۵۸۲     | ۱۳۸۳/۱۲/۲۴ |       |  |
| ۱۰   | مجموعه حمامهای گاردر             |       | صفویه                     | خمینی شهر، محله گاردر، بلوار شهید منتظری، امتداد جوی گاردر                                                                          | ۱۱۵۸۳     | ۱۳۸۳/۱۲/۲۴ |       |  |
| ۱۱   | برج کبوترجوی‌آباد قدیم            |       | صفوی                      | خمینی شهر، خ آیت الله اشرفی اصفهانی، جنب شهرداری منطقه ۳، کوچه شهید محمد عسگری، انتهای کوچه ارشاد                                   | ۱۳۶۱۲     | ۱۳۸۴/۰۸/۱۵ |       |  |
| ۱۲   | حمام بزرگ خمینی شهر              |       | قاجاریه                   | خمینی شهر، بلوار توحید، دوشنبه بازار، جنب مسجد ابوالبرکات                                                                           | ۱۴۲۱۲     | ۱۳۸۴/۱۱/۰۹ |       |  |
| ۱۳   | حمام کوچک خمینی شهر              |       | قاجاریه                   | خمینی شهر، بلوار توحید، دوشنبه بازار، جنب حمام بزرگ خمینی شهر                                                                       | ۱۴۲۱۳     | ۱۳۸۴/۱۱/۰۹ |       |  |
| ۱۴   | برج کبوتر صفر علی امینی          |       | قاجاریه                   | شهرستان خمینی شهر، بخش مرکزی، دهستان ماربین وسطی، روستای ولاشان، محدوده کشتزارهای گارنخود                                           | ۱۴۳۸۲     | ۱۳۸۴/۱۲/۱۶ |       |  |
| ۱۵   | برج کبوتر محمد مرادی             |       | قاجاریه                   | شهرستان خمینی شهر، بخش مرکزی، دهستان ماربین سفلی، روستای ولاشان                                                                     | ۱۴۳۸۳     | ۱۳۸۴/۱۲/۱۶ |       |  |
| ۱۶   | برج کبوتر مرتضی امینی            |       | قاجاریه                   | شهرستان خمینی شهر، بخش مرکزی، دهستان ماربین وسطی، روستای ولاشان، مزرعه گارنخود                                                      | ۱۴۳۸۴     | ۱۳۸۴/۱۲/۱۶ |       |  |
| ۱۷   | برج کبوتر عباس قاسمی             |       | قاجار                     | شهرستان خمینی شهر، بخش مرکزی، دهستان ماربین وسطی، روستای ولاشان، محدوده گلزار شهدا                                                  | ۱۴۳۹۲     | ۱۳۸۴/۱۲/۱۶ |       |  |
| ۱۸   | برج کبوتر اسماعیل امینی          |       | قاجار                     | شهرستان خمینی شهر، بخش مرکزی، دهستان ماربین وسطی، روستای ولاشان، مزرعه گارنخود                                                      | ۱۴۳۹۴     | ۱۳۸۴/۱۲/۱۶ |       |  |
| ۱۹   | برج کبوتر محمدحسین باقرپور       |       | قاجار                     | شهرستان خمینی شهر، بخش مرکزی، دهستان ماربین وسطی، روستای ولاشان، مزرعه گارنخود                                                      | ۱۴۴۱۰     | ۱۳۸۴/۱۲/۱۶ |       |  |
| ۲۰   | برج کبوتر شعبانعلی قاسمی         |       | قاجار                     | شهرستان خمینی شهر، بخش مرکزی، دهستان ماربین وسطی، روستای ولاشان، محدوده گلزار شهدا                                                  | ۱۴۴۱۱     | ۱۳۸۴/۱۲/۱۶ |       |  |
| ۲۱   | برج کبوتر کرمعلی توکلی           |       | قاجار                     | شهرستان خمینی شهر، بخش مرکزی، دهستان ماربین وسطی، روستای ولاشان                                                                     | ۱۴۴۱۲     | ۱۳۸۴/۱۲/۱۶ |       |  |
| ۲۲   | برج کبوتر دوقلوی سیدحسین حسینی   |       | قاجار                     | شهرستان خمینی شهر، بخش مرکزی، دهستان ماربین وسطی، روستای دینان، محل کوی پای یخچال                                                   | ۱۴۴۱۳     | ۱۳۸۴/۱۲/۱۶ |       |  |
| ۲۳   | برج کبوترعبدالرسول               |       | قاجار                     | شهرستان خمینی شهر، بخش مرکزی، دهستان ماربین وسطی، روستای ولاشان، محدوده کشتزارهای مزرعه گار نخود                                    | ۱۴۴۱۴     | ۱۳۸۴/۱۲/۱۶ |       |  |
| ۲۴   | برج کبوتر محمدقاسمی              |       | قاجار                     | شهرستان خمینی شهر، بخش مرکزی، دهستان ماربین وسطی، روستای ولاشان، در محدوده گلزار شهدا                                               | ۱۴۴۱۵     | ۱۳۸۴/۱۲/۱۶ |       |  |
| ۲۵   | برج‌های کبوتر حسین داوطلب         |       | قاجار                     | شهرستان خمینی شهر، بخش مرکزی، دهستان ماربین وسطی، روستای ولاشان                                                                     | ۱۴۴۱۶     | ۱۳۸۴/۱۲/۱۶ |       |  |
| ۲۶   | برج کبوتر داوطلب                 |       | قاجار                     | شهرستان خمینی شهر، بخش مرکزی، دهستان ماربین وسطی، روستای ولاشان، محدوده روستای گار نخود                                             | ۱۴۴۱۷     | ۱۳۸۴/۱۲/۱۶ |       |  |
| ۲۷   | برج کبوتر محمدرضامرادی           |       | قاجار                     | شهرستان خمینی شهر، بخش مرکزی، دهستان ماربین وسطی، روستای ولاشان، محدوده روستای گار نخود                                             | ۱۴۴۱۸     | ۱۳۸۴/۱۲/۱۶ |       |  |
| ۲۸   | برج کبوتر غلامعلی امینی          |       | قاجار                     | شهرستان خمینی شهر، بخش مرکزی، دهستان ماربین وسطی، روستای ولاشان، مزرعه گارنخود                                                      | ۱۴۴۲۰     | ۱۳۸۴/۱۲/۱۶ |       |  |
| ۲۹   | برج کبوتر ترکی‌ها                 |       | قاجار                     | شهرستان خمینی شهر، بخش مرکزی، دهستان ماربین وسطی، روستای ولاشان (دهنون)، کوچه آسیاب                                                 | ۱۴۴۲۱     | ۱۳۸۴/۱۲/۱۶ |       |  |
| ۳۰   | برج کبوتر صفرعلی ترکیان          |       | قاجار                     | شهرستان خمینی شهر، بخش مرکزی، دهستان ماربین وسطی، روستای ولاشان، مزرعه گارنخود                                                      | ۱۴۴۲۲     | ۱۳۸۴/۱۲/۱۶ |       |  |
| ۳۱   | برج کبوتر علی قاسمی              |       | قاجار                     | شهرستان خمینی شهر، بخش مرکزی، دهستان ماربین وسطی، روستای ولاشان، محدوده گلزار شهدا                                                  | ۱۴۴۲۳     | ۱۳۸۴/۱۲/۱۶ |       |  |
| ۳۲   | برج کبوتر آخوندی                 |       | قاجاری                    | شهرستان خمینی شهر، بخش مرکزی، دهستان ماربین وسطی، روستای دینان (دهنون)، محدوده کشتزارهای صحرای بالاپابرجها                          | ۱۴۴۴۲     | ۱۳۸۴/۱۲/۱۶ |       |  |
| ۳۳   | کبوترخانه اسماعیل امینی          |       | قاجاریه                   | شهرستان خمینی شهر، بخش مرکزی، دهستان ماربین وسطی، روستای ولاشان، در محدوده کشتزارها مزرعه گار نخود                                  | ۱۴۴۴۹     | ۱۳۸۴/۱۲/۱۶ |       |  |
| ۳۴   | کبوتر خانه میرزا علی اکبرجعفری   |       | قاجاری                    | شهرستان اصفهان، خمینی شهر، بخش مرکزی، دهستان ماربین وسطی، روستای دینون، در محدوده کشتزارها                                          | ۱۴۴۵۳     | ۱۳۸۴/۱۲/۱۶ |       |  |
| ۳۵   | امامزاده سید ابراهیم ورنوسفادران |       | قاجاریه                   | شهر خمینی شهر، منطقه یک، خیابان امام شمالی، محله باولگان، کوچه فرهنگ                                                                | ۱۷۴۸۱     | ۱۳۸۵/۱۲/۰۶ |       |  |
| ۳۶   | مسجد آقا علی اکبر                |       | قاجاریه                   | شهر خمینی شهر، منطقه یک خیابان امام شمالی، جوی گاردر                                                                                | ۱۷۴۸۳     | ۱۳۸۵/۱۲/۰۶ |       |  |
| ۳۷   | مسجد گاردر                       |       | قاجاریه                   | شهر خمینی شهر، خیابان امام شمالی، جوی گاردر                                                                                         | ۱۷۸۱۱     | ۱۳۸۵/۱۲/۱۴ |       |  |
| ۳۸   | برج کبوتر نوروز علی توکلی        |       | قاجاریه                   | شهرستان خمینی شهر، بخش مرکزی، شهر درچه پیاز، کوچه شهیدان قینان                                                                      | ۱۹۲۲۶     | ۱۳۸۶/۰۳/۱۳ |       |  |
| ۳۹   | حمام کوز                         |       | قاجار                     | شهر خمینی شهر، خ ۱۷ شهریور، ک پنجشنبه بازار، ک سعیدی                                                                                | ۱۹۸۶۴     | ۱۳۸۶/۰۸/۲۲ |       |  |
| ۴۰   | حمام قلعه امیریه                 |       | قاجاریه                   | شهرستان خمینی شهر، بخش مرکزی، دهستان ماربین سفلی، روستای قلعه امیریه، خیابان قلعه امیریه، بن‌بست شهید رضائی، روبروی مسجد جامع امیریه | ۲۰۰۰۴     | ۱۳۸۶/۰۸/۲۲ |       |  |
| ۴۱   | حمام درب سید                     |       | قاجاریه                   | شهر خمینی شهر، خیابان ولی عصر، کوچه درب سید                                                                                         | ۲۱۸۱۶     | ۱۳۸۶/۱۲/۲۶ |       |  |
| ۴۲   | حمام شمس‌آباد                     |       | قاجاریه                   | شهر خمینی شهر، خیابان شریعتی جنوبی، محله شمس‌آباد، کوچه انقلاب                                                                       | ۲۱۸۲۰     | ۱۳۸۶/۱۲/۲۶ |       |  |
| ۴۳   | مسجد آخوند                       |       | صفویه                     | شهر خمینی شهر، بخش مرکزی، خیابان ولی عصر، کوچه درب سید                                                                              | ۲۱۸۲۳     | ۱۳۸۶/۱۲/۲۶ |       |  |
| ۴۴   | مسجد امام حسن عسگری              |       | قاجاریه                   | شهر خمینی شهر، خیابان شریعتی جنوبی، کوچه جعفری                                                                                      | ۲۱۸۲۴     | ۱۳۸۶/۱۲/۲۶ |       |  |
| ۴۵   | مسجد لادره                       |       | اواسط قاجاریه             | شهر خمینی شهر، بلوار توحید، محله لادره                                                                                              | ۲۱۸۳۰     | ۱۳۸۶/۱۲/۲۶ |       |  |
| ۴۶   | کبوتر خانه ولاشان                |       | قاجاریه-افشاریه-صفویه     | شهرستان خمینی شهر، بخش مرکزی، ماربین روستای ولاشان                                                                                  | ۱۹۲۲۶     | ۱۳۸۶/۰۳/۱۳ |       |  |
| ۴۷   | برج لک لک                        |       | افشاریه                   | شهرستان اصفهان، خمینی شهر، بخش مرکزی، دهستان ماربین وسطی، روستای ولاشان، در محدوده کشتزارها                                         | ۱۴۴۵۳     | ۱۳۸۴/۱۲/۱۶ |       |  |
| ۴۸   | عصارخانه گارسله ورنوسفادران      |       | صفویه                     | خمینی شهر، خیابان امام شمالی، میدان مرکزی                                                                                           | ۲۶۸۵۴     | ۱۳۸۶       |       |  |
| ۴۹   | حسینیه لادره، کلاس قرآن          |       | قاجاریه                   | شهر خمینی شهر، بلوار توحید، محله لادره                                                                                              | ۲۱۸۳۱     | ۱۳۸۶/۱۲/۲۶ |       |  |

### شهرستان خوانسار
| ردیف | نام اثر                        | نگاره | دیرینگی                     | موقعیت | شمارهٔ ثبت | تاریخ ثبت  | منبع   |
| ---- | ------------------------------ | ----- | --------------------------- | --- | --------- | ---------- | ------ |
| ۱    | امامزاده ابوالفتوح             |       | صفویه                       | درقریه وانشان، ۱۲ کیلومتری جنوب گلپایگان ۳۳°۲۱′۶٫۳″ شمالی ۵۰°۲۱′۱۷٫۰″ شرقی / ۳۳٫۳۵۱۷۵۰°شمالی ۵۰٫۳۵۴۷۲۲°شرقی          | ۴۳۵       | ۱۳۴۱/۱۲/۰۵ | [ ۱۰ ] |
| ۲    | مقبره باباپیر                  |       | قرن ۶ و ۷ ق                 | پلاک دو خیابان سرچشمه                                                                                                | ۱۱۲۰      | ۱۳۵۴/۰۸/۱۰ |        |
| ۳    | مسجد جامع خوانسار              |       | قرن ۱۲ (۱۱۱۴ ق)             | ورودی شهر، قبرستان کهنه                                                                                              | ۱۱۲۱      | ۱۳۵۴/۰۸/۱۰ |        |
| ۴    | مجموعه ساختمانی حقیقت          |       | قرن ۱۳ ق                    | خیابان امام، کوچه شهدا، کوچه شهید مجتبی شجائی                                                                        | ۱۱۶۸      | ۱۳۵۴/۰۹/۱۸ |        |
| ۵    | خانه حبیبی                     |       | قاجاریه                     | خیابان امام، کوچه لب رود                                                                                             | ۱۱۷۷      | ۱۳۵۴/۰۷/۲۸ |        |
| ۶    | خانه صولت الملک                |       | قاجاریه                     | ۲ ک جنوب گلپایگان، خیابان امام، کوچه رضوالملک                                                                        | ۱۲۵۰      | ۱۳۵۴/۰۹/۱۸ |        |
| ۷    | مسجد رئیسان خوانسار            |       | قاجاریه                     | شهرستان خوانسار، محله رئیسان، خیابان امام خمینی (ره)، کوی رئیسان                                                     | ۷۶۷۲      | ۱۳۸۱/۱۲/۱۷ |        |
| ۸    | خانه ابهری                     |       | قاجاریه                     | خوانسار، محله تاریخی رئیسان، خیابان آیت ا… خوانساری                                                                  | ۹۰۵۲      | ۱۳۸۲/۰۳/۱۰ |        |
| ۹    | تپه ویست                       |       | اشکانی (پارت) - ساسانی      | شهرستان خوانسار، بخش مرکزی، دهستان پشتکوه، روستای ویست                                                               | ۱۰۲۳۶     | ۱۳۸۲/۰۶/۲۳ |        |
| ۱۰   | محوطه تاریخی باغ کل            |       | قرون اولیه اسلامی           | ۱۰ کیلومتری جنوب شرقی خوانسار، حدود ۳۰۰ متری شمال جاده خوانسار، داران                                                | ۱۰۲۳۷     | ۱۳۸۲/۰۶/۲۳ |        |
| ۱۱   | کبوتر خانه علی بابا شهریاری    |       | اواخر قاجار                 | شهرستان خوانسار، بخش مرکزی، دهستان چشمه سار، شرق روستای قودجان                                                       | ۱۳۶۱۱     | ۱۳۸۴/۰۸/۱۵ |        |
| ۱۲   | برج کبوتر حاج محمد باقر سلطانی |       | اواخر قاجار                 | شهرستان خوانسار، دهستان چشمه سار، شرق روستای قودجان، امتداد رودخانه خوانسار به سمت جنوب شرقی                         | ۱۳۶۲۲     | ۱۳۸۴/۰۸/۱۵ |        |
| ۱۳   | برج کبوتر حاج علی سلطانی       |       | اواخر قاجاریه               | شهرستان خوانسار، بخش مرکزی، دهستان چشمه سار، شرق روستای قودجان، امتداد رودخانه خوانسار به سمت جنوب شرقی              | ۱۳۶۲۴     | ۱۳۸۴/۰۸/۱۵ |        |
| ۱۴   | برج کبوتر حاج ابوالفضل شهریاری |       | اواخر قاجاریه               | شهرستان خوانسار، بخش مرکزی، دهستان چشمه سار، شرق روستای قودجان                                                       | ۱۳۶۵۹     | ۱۳۸۴/۰۸/۱۵ |        |
| ۱۵   | برج کبوتر حاج میرزاقودجانی     |       | اواخر قاجاریه               | شهرستان خوانسار، بخش مرکزی، دهستان چشمه سار، شرق روستای قودجان                                                       | ۱۳۶۶۰     | ۱۳۸۴/۰۸/۱۵ |        |
| ۱۶   | برج کبوتر امیر آقای قربانی     |       | اواخر قاجاریه               | خوانسار، بخش مرکزی، دهستان چشمه سار، شرق روستای قودجان                                                               | ۱۳۶۶۱     | ۱۳۸۴/۰۸/۱۵ |        |
| ۱۷   | برج کبوترخسروی                 |       | پهلوی                       | شهرستان خوانسار، دهستان چشمه سار، کرانه شرقی روستای قودجان، کنار جاده منشعب از مسیر گلپایگان، خوانسار به روستای ویهت | ۱۳۷۷۴     | ۱۳۸۴/۰۸/۲۵ |        |
| ۱۸   | مسجدجامع قودجان                |       | صفوی                        | شهرستان خوانسار، بخش مرکزی، دهستان چشمه سار، روستای قودجان                                                           | ۱۴۱۷۷     | ۱۳۸۴/۱۱/۰۹ |        |
| ۱۹   | کاروان‌سرای باقری               |       | اوایل قاجاریه               | خوانسار، میدان سپاه، خ ۱۳ محرم، کوی رئسیان                                                                           | ۱۴۱۹۰     | ۱۳۸۴/۱۱/۰۹ |        |
| ۲۰   | امامزلده سید محمود             |       | اواسط قاجار                 | شهرستان خوانسار، میدان سپاه، خ ۱۳ محرم، کوی رئیسان، روبروی کاروانسرای باقری                                          | ۱۴۴۲۶     | ۱۳۸۴/۱۲/۱۶ |        |
| ۲۱   | خانه مهدی قلی خان قودجانی      |       | اواخر قاجاریه - اوایل پهلوی | ۵ کم شمال شرقی شهرستان خوانسار، بخش مرکزی، دهستان چشمه سار، روستای قودجان                                            | ۱۵۱۷۸     | ۱۳۸۴/۱۲/۲۴ |        |
| ۲۲   | خانه جعفری خوانسار             |       | اواخر قاجاریه - اوایل پهلوی | شهر خوانسار، خ آیت ا… خوانساری، کوچه امامزاده احمد                                                                   | ۱۷۴۶۵     | ۱۳۸۵/۱۲/۰۶ |        |
| ۲۳   | خانه سلطانی                    |       | اواخر قاجاریه               | شهر خوانسار، خیابان امام حسین، بالاتر از میدان سیدالشهداء                                                            | ۱۸۷۶۸     | ۱۳۸۵/۱۲/۲۸ |        |
| ۲۴   | خانه ضیائی                     |       | اواخر قاجاریه               | شهر خوانسار، خیابان امام خمینی، محله احمدیان، کوچه جوانمرد                                                           | ۱۸۷۷۱     | ۱۳۸۵/۱۲/۲۸ |        |

### شهرستان دهاقان
| ردیف | نام اثر                | نگاره          | دیرینگی         | موقعیت                                                        | شمارهٔ ثبت | تاریخ ثبت  | منبع   |
| ---- | ---------------------- | -------------- | --------------- | ------------------------------------------------------------- | --------- | ---------- | ------ |
| ۱    | خانه اسماعیلیان        | بارگذاری تصویر | قاجاریه         | دهاقان، انتهای خ شهید موسوی، کوچه خندکی، جنب حسینیه اعظم      | ۱۴۱۷۲     | ۱۳۸۴/۱۱/۰۹ | [ ۱۱ ] |
| ۲    | خانه اصفر خان جهانگیری |                | اواسط قاجاریه   | دهاقان، خ بشارت، محله قلعه، روبروی مسجد قلعه روبروی مسجد قلعه | ۱۴۱۷۶     | ۱۳۸۴/۱۱/۰۹ |        |
| ۳    | خانه سید ابراهیم حجازی |                | قاجاریه         | دهاقان، انتهای خ شهید موسوی، محله نو، خ شهید سید رضا حجازی    | ۱۴۱۸۱     | ۱۳۸۴/۱۱/۰۹ |        |
| ۴    | مسجد جامع (میرزا بابا) |                | زندیه - قاجاریه | دهاقان، خ شهید حجازی، میانه، بازار قدیمی، نزدیک به چهارسو     | ۱۴۱۸۲     | ۱۳۸۴/۱۱/۰۹ |        |
| ۵    | خانه آقای هاشمی        |                | قاجاریه         | دهاقان، دهستان قمبوان، روستای قمبوان                          | ۱۴۱۸۳     |            |        |

### شهرستان سمیرم
| ردیف | نام اثر                   | نگاره          | دیرینگی | موقعیت                                                                                  | شمارهٔ ثبت | تاریخ ثبت  | منبع   |
| ---- | ------------------------- | -------------- | ------- | --------------------------------------------------------------------------------------- | --------- | ---------- | ------ |
| ۱    | پناهگاه زیرزمینی تپه هژدر | بارگذاری تصویر | ساسانی  | شهرستان سمیرم، بخش پادنا، ۹ کیلومتری شرق روستای پهلو شکن                                | ۱۳۶۴۳     | ۱۳۸۴/۰۸/۱۵ | [ ۱۲ ] |
| ۲    | قلعه بختیار               |                | پهلوی   | شهرستان سمیرم سفلی، بخش مرکزی، دهستان همگین، روستای همگین، ابتدای راه چشمه علی          | ۱۴۹۸۴     | ۱۳۸۴/۱۲/۱۶ |        |
| ۳    | مسجد النبی (ادیب)         |                | قاجاریه | شهرستان سمیرم سفلی، بخش مرکزی، شهر دهاقان، انتهای بازار قدیمی شهر                       | ۱۶۲۳۳     | ۱۳۸۵/۰۸/۲۴ |        |
| ۴    | امامزاده شاه زید پوده     |                | صفویه   | شهرستان سمیرم سفلی، بخش مرکزی، دهستان قمبوان، روستای پوده، محله بازار، کنار گلستان شهدا | ۱۹۸۷۸     | ۱۳۸۶/۰۸/۲۲ |        |

### شهرستان سمیرم سفلی
| ردیف | نام اثر                    | نگاره          | دیرینگی       | موقعیت | شمارهٔ ثبت | تاریخ ثبت  | منبع   |
| ---- | -------------------------- | -------------- | ------------- | --- | --------- | ---------- | ------ |
| ۱    | کتیبه شاه صفی (شاه ذکریان) | بارگذاری تصویر | صفویه         | ۲۵ کیلومتری قمشه و ده کیلومتری دهاقانی                                                                                  | ۸۸۵       | ۱۳۴۸/۱۰/۰۱ | [ ۱۳ ] |
| ۲    | مسجد میر                   |                | ایلخانی       | شهرستان سمیرم سفلی، شهر دهاقان، بازار، خ شهید حجازی                                                                     | ۱۴۱۵۷     | ۱۳۸۴/۱۱/۰۹ |        |
| ۳    | زورخانه عطاآباد            |                | اواخر صفوی    | شهرستان سمیرم سفلی، شهرستان سمیرم سفلی، شهردهاقان، خ امام خمینی، عطاآباد                                                | ۱۴۴۰۳     | ۱۳۸۴/۱۲/۱۶ |        |
| ۴    | مسجد حاج مهدی              |                | قاجار         | شهرستان سمیرم سفلی، شهردهاقان، میدان دفاع مقدس، خ شهید حجازی، جنوب بازار                                                | ۱۴۴۰۴     | ۱۳۸۴/۱۲/۱۶ |        |
| ۵    | حسینیه بازار               |                | قاجار         | شهرستان سمیرم سفلی، شهرستان دهاقان، دهستان قمبوان، روستای پوده، محله بازار                                              | ۱۴۴۲۵     | ۱۳۸۴/۱۲/۱۶ |        |
| ۶    | خانه حسینقلی خان ختائی     |                | قاجار - پهلوی | شهرستان سمیرم سفلی، شهردهاقان، میدان دفاع مقدس، خ شهید موسوی، کوچه شهید عزیز ا… محمدی، پلاک ۳                           | ۱۴۴۶۲     | ۱۳۸۴/۱۲/۱۶ |        |
| ۷    | قلعه آریانا                |                | قاجاریه       | شهرستان سمیرم سفلی، بخش مرکزی، دهستان قمبوان، روستای پوده                                                               | ۱۵۱۹۳     | ۱۳۸۴/۱۲/۲۴ |        |
| ۸    | قلعه منقول خان             |                | قاجاریه       | شهرستان سمیرم سفلی، بخش مرکزی، دهستان قمبوان، روستای پوده، ضلع شرقی محله بازار                                          | ۱۵۱۹۶     | ۱۳۸۴/۱۲/۲۴ |        |
| ۹    | آسیاب آبی محمد رحیم بیک    |                | قاجاریه       | شهرستان سمیرم سفلی، بخش مرکزی، شهر دهاقان، محله نیله، انتهای خیابان شهید موسوی، در ساحل رودخانه شور                     | ۱۸۱۱۴     | ۱۳۸۵/۱۲/۲۰ |        |
| ۱۰   | خانه سید کمال حجازی        |                | اوایل پهلوی   | شهرستان سمیرم، بخش مرکزی، شهر دهاقان، میدان امام حسین، خیابان شهید سید رضا حجازی، خیابان بازار، کوچه درب آسیاب، پلاک ۲۰ | ۲۳۹۲۰     | ۱۳۸۷/۰۹/۱۸ |        |
| ۱۱   | قبرستان بقیع               |                | صفوی          | شهرستان سمیرم سفلی، بخش مرکزی، شهر دهاقان، انتهای خیابان شهید موسوی، ابتدای جاده دهاقان، مبارکه                         | ۲۴۰۱۷     | ۱۳۸۷/۱۰/۱۵ |        |

### شهرستان شهرضا
| ردیف | نام اثر                             | نگاره | دیرینگی                   | موقعیت | شمارهٔ ثبت | تاریخ ثبت  | منبع   |
| ---- | ----------------------------------- | ----- | ------------------------- | --- | --------- | ---------- | ------ |
| ۱    | امامزاده شاه‌رضا                     |       | صفویه                     | شهررضا ۳۲°۲′۱٫۵″ شمالی ۵۱°۵۲′۳۸٫۵″ شرقی / ۳۲٫۰۳۳۷۵۰°شمالی ۵۱٫۸۷۷۳۶۱°شرقی                                   | ۱۳۰       | ۱۳۱۰/۱۰/۱۵ | [ ۱۴ ] |
| ۲    | کاروانسرای مهیار                    |       | صفویه                     | بخش مرکزی، دهستان مهیار، ۴ ک، ج اصفهان ۳۲°۱۵′۵۳٫۸″ شمالی ۵۱°۴۸′۳۵٫۳″ شرقی / ۳۲٫۲۶۴۹۴۴°شمالی ۵۱٫۸۰۹۸۰۶°شرقی | ۳۵۴       | ۱۳۲۱/۰۳/۲۰ | [ ۱۵ ] |
| ۳    | بقعه شاهزاده محمد و ابراهیم         |       | مغول - صفویه              | ۱۵ کیلومتری جنوب شهرضا                                                                                     | ۷۵۰       | ۱۳۴۶/۰۱/۲۳ |        |
| ۴    | کاروان‌سرای امین‌آباد                 |       | صفویه                     | ۴۱ کیلومتری جاده قمشه به شیراز                                                                             | ۸۸۴       | ۱۳۴۸/۱۰/۰۱ |        |
| ۵    | مسجد جامع پوده                      |       | اواخرافشاریه - زندیه      | ۲۸ کیلومتری شمال شرقی شهرضا دهستان پوده                                                                    | ۸۹۴       | ۱۳۴۸/۱۰/۰۱ |        |
| ۶    | مسجد نو قمشه                        |       | صفویه                     | خیابان حکیم فرزانه                                                                                         | ۱۷۷۶      | ۱۳۷۵/۰۹/۱۲ |        |
| ۷    | مسجد حاج‌هادی قمشه ای                |       | قرن ۹ ق                   | شهرضاخ، حکیم الهی، میدان جدیدحکیم الهی                                                                     | ۲۶۶۶      | ۱۳۷۸/۱۲/۲۵ |        |
| ۸    | کارخانه نوین شهررضا                 |       | پهلوی اول                 | شهرستان شهرضا، میدان شهدا، خیابان شهید بهشتی بطرف میدان حر                                                 | ۶۵۳۹      | ۱۳۸۱/۰۷/۰۷ |        |
| ۹    | خانه آیت الله مدرس                  |       | اواخر قاجار               | ۱۱ کیلومتری شمال خاوری شهرستان شهرضا، روستای اسفد                                                          | ۹۲۸۷      | ۱۳۸۲/۰۵/۰۷ |        |
| ۱۰   | چهار سوق بزرگ بازار شهرضا           |       | اوایل قاجار               | شهرضا، بازار شهرضا، چهارسوق بزرگ                                                                           | ۱۰۲۳۹     | ۱۳۸۲/۰۶/۲۳ |        |
| ۱۱   | تیمچه روباز                         |       | اوایل قاجار               | شهرضا، راسته بازار مرکزی، کنار سرای شاه منصوری                                                             | ۱۰۲۴۰     | ۱۳۸۲/۰۶/۲۳ |        |
| ۱۲   | تیمچه سرپوشیده (سلیم)               |       | اوایل قاجار               | شهرضا، راسته بازار مرکزی، بین چهارسوق بزرگ و راسته بازار میان مسجد جامع و تیمچه حاج محمد تقی               | ۱۰۲۴۱     | ۱۳۸۲/۰۶/۲۳ |        |
| ۱۳   | کاروان‌سرای شاه منصوری               |       | قاجاریه                   | شهرضا، بازار شهرضا، نزدیکی چهارسوق بزرگ، مجاور تیمچه روباز                                                 | ۱۰۲۴۲     | ۱۳۸۲/۰۶/۲۳ |        |
| ۱۴   | حمام بازار شهرضا                    |       | اوایل قاجار               | شهرضا، مرکز بازار شهرضا، حد فاصل راسته بازار مرکزی و خیاابن شهید منتظری                                    | ۱۰۲۴۳     | ۱۳۸۲/۰۶/۲۳ |        |
| ۱۵   | تیمچه حاج محمد تقی                  |       | اوایل قاجار               | شهرضا، بازار شهرضا، انتهای راسته بازار، مقابل مسجد جامع                                                    | ۱۰۲۴۴     | ۱۳۸۲/۰۶/۲۳ |        |
| ۱۶   | مسجد بازار شهرضا                    |       | قاجاریه                   | شهرضا، بازار شهرضا، راسته بازار مرکزی، جنب حمام بازار                                                      | ۱۰۲۴۵     | ۱۳۸۲/۰۶/۲۳ |        |
| ۱۷   | حسینیه و مدرسه سادات                |       | اوایل قاجار               | شهرضا، خیابان گلستان، انتهای شرقی بازار                                                                    | ۱۰۲۴۶     | ۱۳۸۲/۰۶/۲۳ |        |
| ۱۸   | سرای توکلی                          |       | اوایل پهلوی               | شهرضا، انتهای شمال شرقی بازار شهرضا، نزدیک خیابان شهید محمد منتظری                                         | ۱۱۵۹۲     | ۱۳۸۳/۱۲/۲۴ |        |
| ۱۹   | سرای سلیمان                         |       | اواخر قاجار اوایل پهلوی   | شهرضا، جنوب شرقی بازار شهرضا، در امتداد بازار مسگرها                                                       | ۱۱۵۹۴     | ۱۳۸۳/۱۲/۲۴ |        |
| ۲۰   | مسجد جامع شهر رضا                   |       | سلجوقیان                  | شهرضا، مسجد جامع بازار، میدان تاسوعا، ورودی بازار                                                          | ۱۲۱۱۴     | ۱۳۸۴/۰۴/۳۰ |        |
| ۲۱   | مسجد حاج حسن                        |       | قاجاریه                   | شهرضا، انتهای جنوب غربی بازار                                                                              | ۱۲۳۱۷     | ۱۳۸۴/۰۵/۱۱ |        |
| ۲۲   | مسجد صاحب الزمان                    |       | قاجاریه                   | شهرستان شهر رضا، خ شهید محمد منتظری، سمت شمال شرقی، بازار شهر رضا                                          | ۱۲۹۶۳     | ۱۳۸۴/۰۵/۱۹ |        |
| ۲۳   | مسجد عبد المیر                      |       | قاجاریه                   | شهرستان شهررضا، میدان مولوی، کوچه حمیدی                                                                    | ۱۲۹۶۴     | ۱۳۸۴/۰۵/۱۹ |        |
| ۲۴   | مسجد خان شهرضا                      |       | قاجار                     | شهرضا، میدان خیام، کوچه سادات، نبش کوچه باجی و کوچه کمالی                                                  | ۱۳۶۲۷     | ۱۳۸۴/۰۸/۱۵ |        |
| ۲۵   | خانه بی‌طرف                          |       | پهلوی اول                 | شهرضا، میدان تاسوعا، خ صاحب الزمان                                                                         | ۱۴۴۲۸     | ۱۳۸۴/۱۲/۱۶ |        |
| ۲۶   | خانه گیوی                           |       | اواخر قاجار               | شهرضا، خیابان شهید بهشتی، کوچه کمال و نزدیک مسجد خان                                                       | ۱۴۴۵۸     | ۱۳۸۴/۱۲/۱۶ |        |
| ۲۷   | خانه میربد                          |       | پهلوی                     | شهرضا، خ ابوذر، کوچه عابدی                                                                                 | ۱۴۴۵۹     | ۱۳۸۴/۱۲/۱۶ |        |
| ۲۸   | خانه نوذر                           |       | قاجار                     | شهرضا، خ ابوذر، کوچه عابدی                                                                                 | ۱۴۴۶۰     | ۱۳۸۴/۱۲/۱۶ |        |
| ۲۹   | خانه فاتحی                          |       | قاجاری - پهلوی            | شهرضا، خ شهید بهشتی                                                                                        | ۱۴۴۶۱     | ۱۳۸۴/۱۲/۱۶ |        |
| ۳۰   | برج کبوتر عمروآباد                  |       | قاجاریه                   | شهرستان شهررضا، بخش مرکزی، شهر منظریه، محله عمروآباد                                                       | ۱۷۴۷۱     | ۱۳۸۵/۱۲/۰۶ |        |
| ۳۱   | مسجد بابوکان                        |       | قاجاریه                   | شهرستان شهررضا، بخش مرکزی، شهر منظریه، محله بابوکان                                                        | ۱۷۴۷۲     | ۱۳۸۵/۱۲/۰۶ |        |
| ۳۲   | برج کبوتر رودخانه اسفه سالار منظریه |       | قاجاریه                   | شهرستان شهرضا، بخش مرکزی، شهر منظریه، محله اسفه سالار، در جوار رودخانه                                     | ۱۹۲۲۱     | ۱۳۸۶/۰۳/۱۳ |        |
| ۳۳   | برج کبوتر اسفه سالار منظریه         |       | قاجاریه                   | شهرستان شهرضا، بخش مرکزی، شهر منظریه، محله اسفه سالار، پشت مسجد امیرالمؤمنین                               | ۱۹۲۲۷     | ۱۳۸۶/۰۳/۱۳ |        |
| ۳۴   | مسجد وشاره                          |       | قاجار                     | شهرستان شهرضا، بخش مرکزی، دهستان منظریه، روستای وشاره، محله قدیمی روستا                                    | ۱۹۸۶۶     | ۱۳۸۶/۰۸/۲۲ |        |
| ۳۵   | مسجد جامع هونجان                    |       | قاجاریه                   | شهرستان شهررضا، بخش مرکزی، دهستان اسفرجان، روستای هونجان، محله قدیم هونجان                                 | ۱۹۸۷۵     | ۱۳۸۶/۰۸/۲۲ |        |
| ۳۶   | خانه متقی                           |       | پهلوی                     | شهر شهرضا، خیابان صاحب الزمان، جنب حامه سرای امین                                                          | ۲۰۰۰۷     | ۱۳۸۶/۰۸/۲۲ |        |
| ۳۷   | خانه اسفرجانی                       |       | اواخر قاجار - اوایل پهلوی | شهرستان شهرضا، بخش مرکزی، دهستان اسفرجان، روستای اسفرجان                                                   | ۲۰۰۰۹     | ۱۳۸۶/۰۸/۲۲ |        |
| ۳۸   | خانه احتشامی                        |       | صفوی                      | شهرستان شهرضا، بخش مرکزی، دهستان اسفرجان، روستای هونجان، محله نوکند، جنب دفتر مخابرات روستا                | ۲۰۰۱۷     | ۱۳۸۶/۰۸/۲۲ |        |
| ۳۹   | خانه مشکی                           |       | پهلوی                     | شهر شهرضا، خیابان شهید بهشتی، بعد از چهارراه شهرداری، بطرف فلکه مرکزی                                      | ۲۰۰۲۱     | ۱۳۸۶/۰۸/۲۲ |        |
| ۴۰   | خانه موسائی                         |       | قاجاریه                   | شهرضا، خیابان شهید بهشتی، کوچه کمال، در مجاورت خانه گیوی                                                   | ۲۰۰۲۶     | ۱۳۸۶/۰۸/۲۲ |        |
| ۴۱   | عصارخانه بی‌طرف                      |       | صفوی                      | شهر شهرضا، خ صاحب الزمان، امتداد خ حکیم الهی، نرسیده به مسجد نو                                            | ۲۰۲۸۶     | ۱۳۸۶/۰۸/۲۷ |        |
| ۴۲   | برج کبوتر بوان                      |       | قاجاریه                   | شهرستان شهررضا، بخش مرکزی، دهستان منظریه، روستای بوان                                                      | ۲۱۸۱۷     | ۱۳۸۶/۱۲/۲۶ |        |
| ۴۳   | مسجد آقا امین                       |       | قاجاریه                   | شهر شهررضا، خیابان ولی عصر شمالی، خیابان عسگری، کوچه کمال                                                  | ۲۱۸۲۱     | ۱۳۸۶/۱۲/۲۶ |        |
| ۴۴   | مسجد جامع اسفه                      |       | قاجاریه                   | شهرستان شهررضا، بخش مرکزی، دهستان کهرویه، روستای اسفه، خیابان اصلی روستا                                   | ۲۱۸۲۵     | ۱۳۸۶/۱۲/۲۶ |        |
| ۴۵   | مسجد جامع امین‌آباد                  |       | صفویه                     | شهرستان شهررضا، بخش مرکزی، دهستان اسفرجان، روستای امین آباد، خیابان طالقانی                                | ۲۱۸۲۶     | ۱۳۸۶/۱۲/۲۶ |        |
| ۴۶   | حمام امین‌آباد                       |       | صفویه                     | شهرستان شهرضا، بخش مرکزی، دهستان اسفرجان، روستای امین آباد، خیابان طالقانی، ورودی محله قدیم روستا          | ۲۱۸۲۹     | ۱۳۸۶/۱۲/۲۶ |        |
| ۴۷   | مسجد جامع زیارتگاه                  |       | قاجاریه                   | شهرستان شهررضا، بخش مرکز ی، دهستان منظریه، روستای زیارتگاه، کنار امامزاده                                  | ۲۱۸۳۲     | ۱۳۸۶/۱۲/۲۶ |        |

### شهرستان فریدن
| ردیف | نام اثر             | نگاره          | دیرینگی       | موقعیت                                                                            | شمارهٔ ثبت | تاریخ ثبت  | منبع   |
| ---- | ------------------- | -------------- | ------------- | --------------------------------------------------------------------------------- | --------- | ---------- | ------ |
| ۱    | حمام دامنه          | بارگذاری تصویر | قاجاریه       | شهرستان فریدن، بخش مرکزی، دهستان دالانکوه، روستای دامنه                           | ۱۷۴۷۳     | ۱۳۸۵/۱۲/۰۶ | [ ۱۶ ] |
| ۲    | حمام سفتجان         |                | اواخر قاجاریه | شهرستان فریدن، بخش مرکزی، دهستان ورزق جنوبی، روستای سفتجان                        | ۱۹۱۵۱     | ۱۳۸۶/۰۳/۰۳ |        |
| ۳    | زیارتگاه لوس آنگسیت |                | صفویه         | شهرستان فریدن، بخش مرکزی، دهستان ورزق جنوبی، روستای خویگان سفلی                   | ۱۹۲۲۳     | ۱۳۸۶/۰۳/۱۳ |        |
| ۴    | کلیسای حضرت گئورگ   |                | قاجاریه       | شهرستان فریدن، بخش مرکزی، دهستان ورزق جنوبی، روستای سواران، ۱۵ کیلومتری شهر داران | ۱۹۸۵۷     | ۱۳۸۶/۰۸/۲۲ |        |
| ۵    | کلیسای سنت نشان     |                | اواخر قاجار   | شهرستان فریدن، بخش مرکزی، دهستان ورزق جنوبی، روستای غرغن، ۱۲ کیلومتری شهر داران   | ۱۹۸۶۲     | ۱۳۸۶/۰۸/۲۲ |        |

### شهرستان فریدون‌شهر
| ردیف | نام اثر           | نگاره          | دیرینگی                     | موقعیت                                                             | شمارهٔ ثبت | تاریخ ثبت  | منبع   |
| ---- | ----------------- | -------------- | --------------------------- | ------------------------------------------------------------------ | --------- | ---------- | ------ |
| ۱    | کلیسای حضرت یوحنا | بارگذاری تصویر | اواخر صفویه - اوایل قاجاریه | شهرستان فریدونشهر، بخش مرکزی، دهستان برف انبار، روستای خویگان علیا | ۱۹۱۴۹     | ۱۳۸۶/۰۳/۰۳ | [ ۱۷ ] |

### شهرستان فلاورجان
| ردیف | نام اثر                     | نگاره | دیرینگی             | موقعیت                                                                                                   | شمارهٔ ثبت | تاریخ ثبت  | منبع   |
| ---- | --------------------------- | ----- | ------------------- | --- | --------- | ---------- | ------ |
| ۱    | مسجد اشترجان                |       | ایلخانیان - قرن ۸ ق | دهستان اشترجان ۳۲°۲۸′۳۳٫۷″ شمالی ۵۱°۲۸′۴۵٫۰″ شرقی / ۳۲٫۴۷۶۰۲۸°شمالی ۵۱٫۴۷۹۱۶۷°شرقی                       | ۲۶۳       | ۱۳۱۵/۱۲/۱۲ | [ ۱۸ ] |
| ۲    | پل بابا محمود               |       | صفویه               | قریه پیر بکران                                                                                           | ۶۳۴       | ۱۳۴۵/۱۲/۲۵ |        |
| ۳    | پل کله                      |       | صفویه               | شهرستان فلاورجان، ۴۸ کیلومتری پل بابا محمود بر رودخانه زاینده رود                                        | ۱۰۲۳۸     | ۱۳۸۲/۰۶/۲۳ |        |
| ۴    | چهاربرج فلاور جان           |       | صفوی                | ۳۰ک م شهرستان فلاور جان، بخش مرکزی، روستای چهاربرج، داخل زمین‌های زراعی                                   | ۱۲۰۱۸     | ۱۳۸۴/۰۴/۱۲ |        |
| ۵    | برج کبوتر مرتضی کریمی       |       | قاجار               | شهرستان فلاورجان، بخش مرکزی، دهستان، زازران، روستای هویه، محل صحرا بالاپابرجها                           | ۱۴۳۹۱     | ۱۳۸۴/۱۲/۱۶ |        |
| ۶    | برج کبوتر حاج رضا           |       | قاجار               | شهرستان فلاورجان، بخش مرکزی، دهستان زازران، روستای هویه، در محل صحرا بالاپابرجها                         | ۱۴۴۱۹     | ۱۳۸۴/۱۲/۱۶ |        |
| ۷    | کبوترخانه براتعلی کریمیان   |       | قاجاری              | شهرستان فلاورجان، بخش مرکزی، دهستان زازران، روستای هویه، محدوده کشتزارها                                 | ۱۴۴۴۸     | ۱۳۸۴/۱۲/۱۶ |        |
| ۸    | کبوترخانه حاج محمدرضا فروتن |       | قاجاری              | شهرستان فلاورجان، بخش مرکزی، دهستان زازران، روستای هویه، در محدوده کشتزارها، صحریا بالا پابرجها          | ۱۴۴۵۰     | ۱۳۸۴/۱۲/۱۶ |        |
| ۹    | کبوترخانه مصطفی خان پزشک    |       | قاجار               | شهرستان فلاورجان، بخش مرکزی، دهستان زازران، روستای هویه، در محدوده کشتزارها                              | ۱۴۴۵۱     | ۱۳۸۴/۱۲/۱۶ |        |
| ۱۰   | کبوتر خانه آقای جاودان      |       | قاجار               | شهرستان فلاورجان، بخش مرکزی، دهستان زازران، روستای هویه، در محدوده کشتزارها                              | ۱۴۴۵۲     | ۱۳۸۴/۱۲/۱۶ |        |
| ۱۱   | کبوتر خانه حکیمی            |       | قاجاری              | شهرستان فلاورجان، بخش مرکزی، دهستان زازران، روستای هویه، در محدوده کشتزارها                              | ۱۴۴۵۵     | ۱۳۸۴/۱۲/۱۶ |        |
| ۱۲   | کبوتر خانه حاج رضا قلی      |       | قاجاری              | شهرستان فلاورجان، بخش مرکزی، دهستان زازران، روستای هویه، در محدوده کشتزارها                              | ۱۴۴۵۶     | ۱۳۸۴/۱۲/۱۶ |        |
| ۱۳   | کبوتر خانه حاج محمد فروتن   |       | قاجار               | شهرستان فلاورجان، بخش مرکزی، دهستان زازران، روستای هویه، در محدوده کشتزارها، صحرای بالا پا برجها         | ۱۴۴۵۷     | ۱۳۸۴/۱۲/۱۶ |        |
| ۱۴   | برج کبوترهای کوچک           |       | قاجاریه             | شهرستان فلاورجان، بخش پیربکران، دهستان سهروفیروزان، روستای ونهر، صحرای ونهر                              | ۱۷۴۷۰     | ۱۳۸۵/۱۲/۰۶ |        |
| ۱۵   | برج کبوتر نصیرزاده          |       | اواخر صفویه         | شهرستان فلاورجان، بخش پیربکران، دهستان سهرو فیروزان، روستای ونهر                                         | ۱۷۴۸۰     | ۱۳۸۵/۱۲/۰۶ |        |
| ۱۶   | مسجد جامع فلاورجان          |       | قاجاریه             | شهر فلاورجان، خیابان امام خمینی                                                                          | ۱۷۴۸۶     | ۱۳۸۵/۱۲/۰۶ |        |
| ۱۷   | برج کبوتر سهروفیروزان       |       | قاجاریه             | شهرستان فلاورجان، بخش پیر بکران، دهستان سهروفیروزان، روستای سهروفیروزان                                  | ۱۸۱۰۸     | ۱۳۸۵/۱۲/۲۰ |        |
| ۱۸   | مجموعه سه برج کبوتر حصار    |       | قاجاریه             | شهرستان فلاورجان، بخش پیر بکران، دهستان سهروفیروزان، جنوب شرقی روستای ونهر                               | ۱۸۳۸۷     | ۱۳۸۵/۱۲/۲۸ |        |
| ۱۹   | خانه مؤیدی                  |       | قاجاریه             | شهرستان فلاورجان، بخش مرکزی، دهستان اشترجان، روستای زفره، کوچه شهید ناصر حسینی، پلاک ۸۱                  | ۱۸۷۶۵     | ۱۳۸۵/۱۲/۲۸ |        |
| ۲۰   | حمام سهر                    |       | قاجاریه             | شهرستان فلاورجان، بخش پیربکران، دهستان سهرو فیروزان، روستای سهروفیروزان، محله سهر                        | ۱۹۲۱۶     | ۱۳۸۶/۰۳/۱۳ |        |
| ۲۱   | خانه فیروزان                |       | قاجار               | شهرستان فلاورجان، بخش پیربکران، دهستان سهرو فیروزان، روستای سهرو فیروزان، محله فیروزان                   | ۲۳۹۱۵     | ۱۳۸۷/۰۹/۱۸ |        |
| ۲۲   | خانه جعفری طاد              |       | قاجار               | شهرستان فلاورجان، بخش پیربکران، دهستان سهروفیروزان، روستای طاد، خیابان گلستان شهدا، روبروی مسجد ابوالفضل | ۲۳۹۲۴     | ۱۳۸۷/۰۹/۱۸ |        |
| ۲۳   | خانه حاج مصطفی توکلی        |       | قاجاریه             | شهرستان فلاورجان، بخش پیربکران، دهستان گرکن شمالی، روستای دارگان، بافت قدیم روستا                        | ۲۶۵۸۱     | ۱۳۸۸/۰۲/۰۱ |        |